# Batalla de Stalingrad
La batalla de Stalingrad va ser una gran i decisiva batalla de la Segona Guerra Mundial en la que l'Alemanya Nazi i els seus Aliats van combatre la Unió Soviètica pel control de la ciutat de Stalingrad (actualment Volgograd), al sud-oest de la Unió Soviètica. La batalla va tenir lloc entre el 23 d'agost de 1942 i el 2 de febrer de 1943, i va estar marcada pel combat cos a cos i per l'absolut menyspreu per la quantitat de víctimes civils i militars. És considerada una de les batalles més sagnants en la història de la guerra, amb les majors estimacions de baixes combinades, sumant gairebé dos milions. Les grans pèrdues causades sobre l'exèrcit alemany la va convertir en un significatiu punt d'inflexió de tota la guerra. Després de la batalla de Stalingrad, les tropes alemanyes ja no recuperaren la seva força inicial, i ja no aconseguiren cap més victòria estratègica a l'est.
L'ofensiva alemanya per capturar Stalingrad s'inicià a final d'estiu de 1942, amb el suport d'un intens bombardeig per part de la Luftwaffe, que reduí gran part de la ciutat a runes. L'ofensiva alemanya es convertí en una lluita edifici per edifici; i malgrat controlar gairebé tota la ciutat en diversos moments, la Wehrmacht no va ser capaç d'expulsar els darrers defensors soviètics situats a la riba oest del riu Volga.
El 19 de novembre de 1942, l'Exèrcit Roig llançà l'operació Urà, un atac dirigit contra les forces romaneses i hongareses, més febles, que protegien els flancs del Sisè Exèrcit alemany. Després de ferotges combats, els flancs es col·lapsaren i el Sisè Exèrcit quedà aïllat i encerclat dins de Stalingrad. A mesura que queia l'hivern rus, el Sisè Exèrcit s'afeblí ràpidament a causa del fred, la fam i els continus atacs soviètics. L'ambigüitat del comandament conjuntament amb la creença de Hitler en la seva voluntat de lluitar fins al final condemnà els alemanys. A més, el fracàs de les tropes alemanyes de l'exterior en trencar el setge, conjuntament amb el fracàs de la Luftwaffe en portar subministraments per l'aire, comportaren el col·lapse final. A inicis de febrer de 1943, la resistència de l'Eix a Stalingrad havia acabat i els elements que quedaven del Sisè Exèrcit o bé estaven rendint-se o estaven sent destruïdes.

## Antecedents
A la primavera de 1942, malgrat el fracàs de l'objectiu principal de l'operació Barbarossa de derrotar de manera decisiva la Unió Soviètica en una única campanya, la guerra havia progressat bé pels alemanys: l'ofensiva dels U-Boats a l'Atlàntic tenia un gran èxit i Rommel tot just havia conquerit Tobruk. A l'est, havien estabilitzat una línia entre Leningrad al nord i Rostov al sud. Hi havia diversos sortints al front on les ofensives soviètiques havien fet recular els alemanys (notablement al nord-oest de Moscou i al sud de Khàrkiv), però no representaven cap gran amenaça. Hitler confiava que podria destruir l'Exèrcit Roig després de l'hivern de 1941, perquè tot i que el Heeresgruppe Mitte havia patit un gran càstig a l'oest de Moscou durant l'hivern anterior, el 65% de la seva infanteria encara no havia entrat en combat i havia estat descansant i reequipant-se. Els Grups d'Exèrcits Nord i Sud no havien estat molt pressionats durant l'hivern. Stalin, pel seu costat, havia publicat la seva famosa Ordre núm. 227: Ni un pas enrere, després que l'Exèrcit Roig hagués patit unes pèrdues del 259% de la seva força inicial el 1941 i s'esperava que l'amenaça principal de l'atac alemany d'estiu seria dirigit de nou contra Moscou.
L'ofensiva d'estiu alemanya al sud del Front Oriental estava dirigida cap a dos objectius principals; el temps i els recursos materials. Hitler volia completar l'ofensiva abans que el poder dels Estats Units pogués jugar algun paper a la guerra i, en segon lloc, estava decidit a assegurar-se els recursos petrolers del Caucas, negant-los a la Unió Soviètica mentre que assegurava una nova font per a Alemanya.
El pla inicial per a l'ofensiva d'estiu era la ciutat de Stalingrad: per un costat, la ciutat era un important nus en la ruta entre el riu Volga i el mar Caspi amb el nord de Rússia; i la captura alemanya de la ciutat negaria aquest enllaç cap al nord. En segon lloc, la seva conquesta asseguraria els fronts nord i oest pels exèrcits alemanys que avançaven cap a la ciutat de Bakú, rica en petroli. I, a més de tot això, el fet que la ciutat portés el nom del líder de la Unió Soviètica, Ióssif Stalin, feia que la seva conquesta fos un cop ideològic i propagandístic
Els soviètics s'adonaren que estaven terriblement mancats de temps i recursos, i ordenaren que tothom que fos prou fort per aguantar un fusell fos enviat al front. En aquella etapa de la guerra, l'Exèrcit Roig era menys capaç de fer operacions molt mòbils que no pas l'alemany; però, en canvi, el combat en grans zones urbanes tendeix a estar dominar per les armes petites més que no pas per les unitats cuirassades i mecanitzades, la qual cosa anava en detriment de les forces alemanyes, que estaven principalment entrenades i experimentades en operacions ràpides amb els panzers.

## Preludi: OperacióBlau
| «                           | Si no aconsegueixo el petroli de Maikop i Grozni, llavors hauré d'acabar aquesta guerra | » |
| — Hitler, primavera de 1942 |                                                                                         |   |

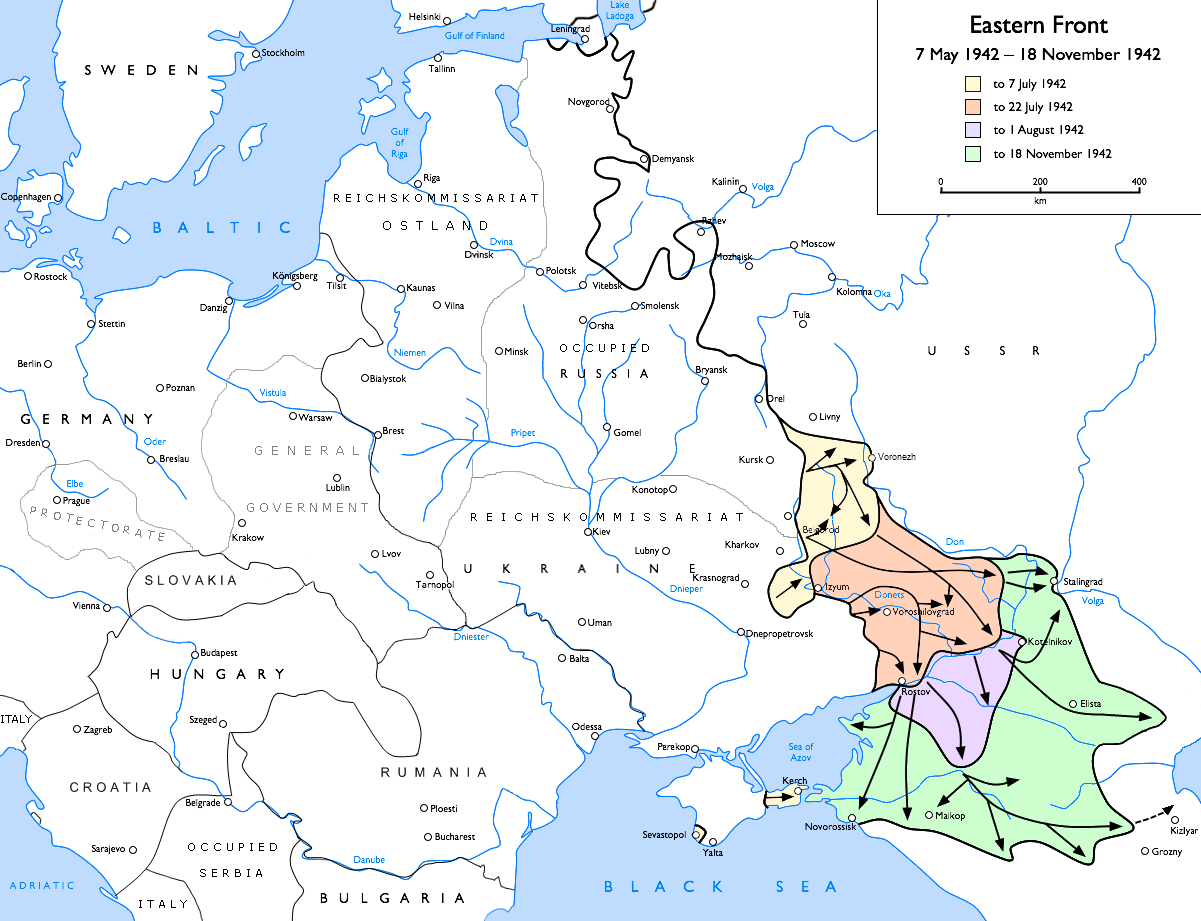
Operació Blau: Avanç alemany del 7 de maig de 1942 al 18 de novembre de 1942
En taronja, a 7 de juliol de 1942
En rosa, a 22 de juliol de 1942
En morat, a 1 d'agost de 1942
En verd, a 18 de novembre de 1942

El Grup d'Exèrcits Sud va ser l'escollit per llançar una cursa a través de l'estepa meridional russa cap al Caucas per tal de capturar els vitals camps petrolífers de la regió. El nom clau de l'ofensiva d'estiu era "Fall Blau" ("Caixa Blava"), rebatejada després de l'incident de Reichel com Operació Braunschweig. Hi participaven els exèrcits 6è, 17è, 4t Panzer i 1r Panzer. El Grup d'Exèrcits Sud havia travessat l'RSS d'Ucraïna el 1941. Estacionat a la Ucraïna Oriental, havia de ser la punta de llança de l'ofensiva.
Hitler, però, va intervenir ordenant que el grup d'exèrcits es dividís en dos: el Grup d'Exèrcits Sud (A), sota el comandament del mariscal Wilhelm List, havia de continuar cap al sud, direcció el Caucas, tal com estava previst, amb el 17è Exèrcit i el 1r Panzer. El Grup d'Exèrcits Sud (B), que incloïa el 6è Exèrcit del Generaloberst Friedrich Paulus i el 4t Panzer del Generaloberst Hermann Hoth, havia d'avançar cap a l'est, direcció el Volga i Stalingrad. El Grup d'Exèrcits Sud (B) estava comandat inicialment pel mariscal Fedor von Bock i, més tard, pel general Maximilian von Weichs.
L'inici de Cas Blau estava previst per a final de maig de 1942. Però diverses unitats alemanyes i romaneses que havien de participar estaven assetjant Sebastòpol, a la península de Crimea. Els retards en la finalització del setge van retardar l'inici de Blau en diverses ocasions, i la ciutat no cauria fins a final de juny. Mentrestant va tenir lloc una acció menor, ocupant un sortint soviètic a la segona batalla de Khàrkiv, que resultà en que el 22 de maig una gran força soviètica quedà aïllada.
Blau finalment s'inicià quan el Grup d'Exèrcits Sud començà el seu atac sobre la Rússia meridional el 28 de juny de 1942. L'ofensiva alemanya començà bé. Les forces soviètiques oferiren poca resistència en la immensa buidor de les estepes i començaren a retirar-se a l'est. Diverses temptatives de restablir una línia defensiva fracassaren quan les unitats alemanyes les flanquejaren. Es formaren dues grans bosses: la primera al nord-est de Khàrkiv el 2 de juliol; i la segona, a Millerovo, a l'oblast de Rostov, una setmana després. Mentrestant, en 2n Exèrcit hongarès i el 4t Panzer llançaren un assalt sobre Vorónej, capturant la ciutat el 5 de juliol.
L'avanç inicial del VI. Armee tenia tant d'èxit que Hitler intervingué i ordenà al 4. Panzer que s'unís al Grup d'Exèrcits Sud (A) al sud. Resultà un immens embús de tràfic quan els dos exèrcits reclamaren les poques carreteres existents a la regió. Ambdós exèrcits van haver-se d'aturar mentre que intentaven resoldre aquell garbuix de milers de vehicles. El retard va ser llarg, i es creu que costà una setmana a l'avanç. Amb l'avanç alentit, Hitler canvià d'opinió i tornà a assignar el 4. Panzer a l'atac sobre Stalingrad.

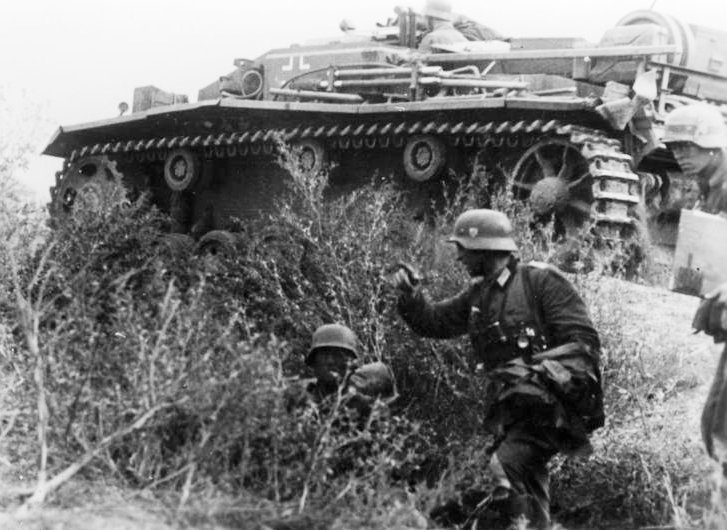
Infanteria i un canó d'assalt StuG III avancen cap el centre de la ciutat

A final de juliol, els alemanys havien fet recular els soviètics pel riu Don. En aquell punt, els rius Don i Volga només estaven a 64 km l'un de l'altre, i els alemanys deixaren els seus principals dipòsits de subministraments a l'oest del Don, la qual cosa tindria greus conseqüències en el transcurs de la batalla. Els alemanys començaren a emprar els exèrcits italians, hongaresos i romanesos per protegir el seu flanc nord (esquerra). Els italians van guanyar diverses citacions als comunicats oficials alemanys. A vegades eren pobrament apreciats pels alemanys, i fins i tot se'ls arribà a acusar de certa covardia i un baix nivell de moral: en realitat, la seva relativa baixa efectivitat en combat es devia al seu mal equip, a un armament obsolet i a les tàctiques primitives dels oficials italians. Malgrat tot això es distingiren en nombroses batalles, com la de Nikolaievka.
El 19 d'agost el 6. Armee alemany estava als afores de Stalingrad, i el 4. Panzer, ara al seu sud, girà al nord per ajudar a conquerir la ciutat. Al sud, el Grup d'Exèrcits A s'endinsava al Caucas, però el seu avanç s'alentí a mesura que les línies de subministrament creixien. Els dos grups d'exèrcits alemanys no estaven situats per ajudar-se l'un a l'altre a causa de les grans distàncies que els separaven.
Un cop les intencions alemanyes estaven clares al juliol de 1942, Stalin nomenà al Mariscal Andrei Ieriómenko com a comandant del Front Sud-est l'1 d'agost de 1942. Ieriómenko i el Comissari Nikita Khrusxov van haver de planejar la defensa de Stalingrad. La frontera oriental de la ciutat era el riu Volga, sobre el qual es desplegaren més unitats soviètiques. Aquestes unitats esdevingueren el nou 62è Exèrcit del tinent general Vasili Txuikov. La situació era extrema: quan preguntaren a Txuikov com s'ho faria, va respondre «defensarem la ciutat o morirem en l'intent». La missió del 62è Exèrcit era defensar Stalingrad a qualsevol cost. La direcció de Txuikov durant la batalla li atorgaria una de les seus dos títols d'Heroi de la Unió Soviètica.

## Assalt a Stalingrad

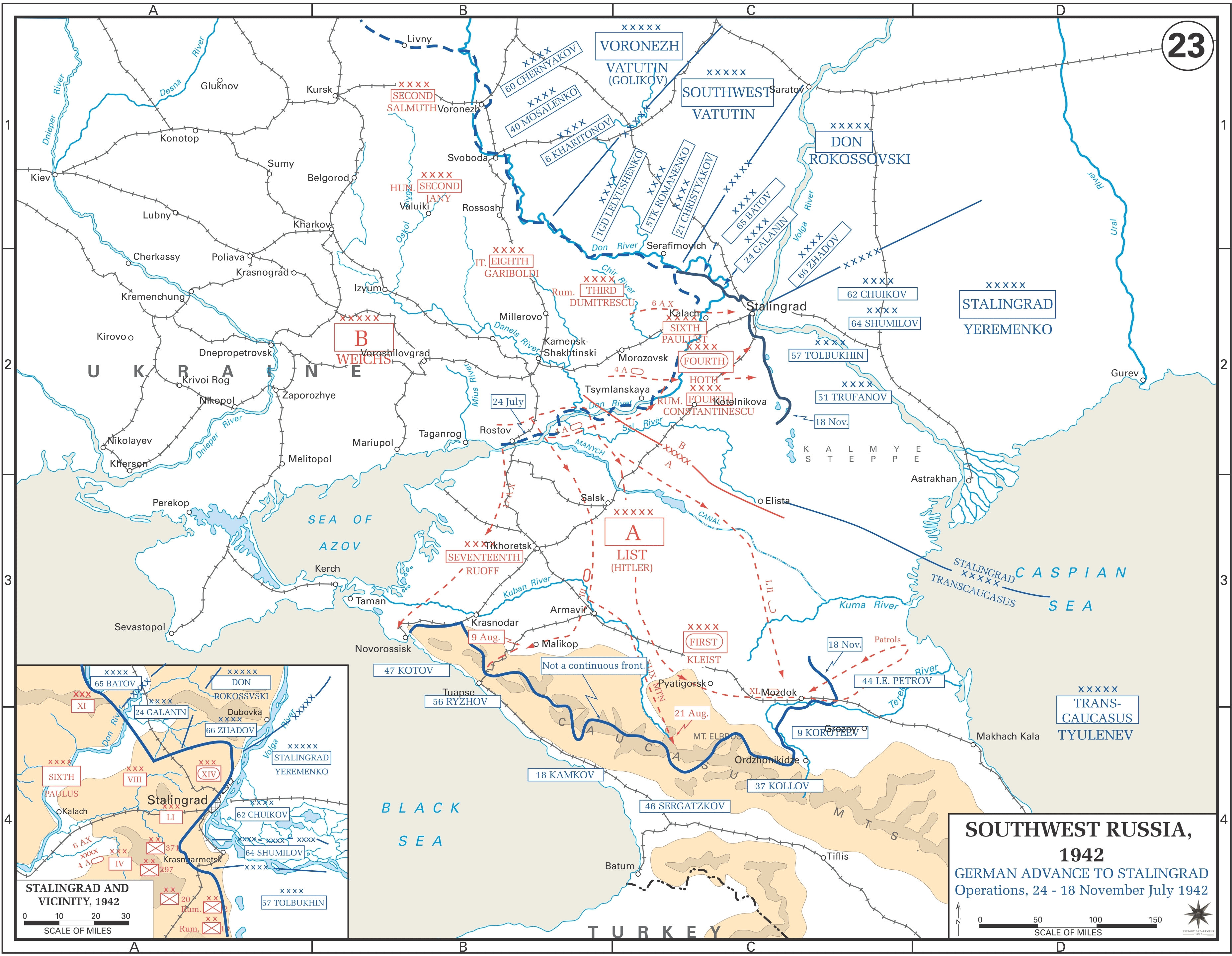
L'avanç alemany entre el 24 de juliol i el 18 de novembre

Els soviètics havien tingut temps de transportar virtualment tot el gra i el bestiar pel Volga, lluny de l'abast alemany. Aquesta "victòria" comportà que quedés poc menjar a la ciutat fins i tot abans que comencés l'atac alemany. La producció continuà en algunes fàbriques, particularment a la que fabricava els tancs T-34. Abans que el Heer arribés a pròpiament a la ciutat, la Luftwaffe havia atacat el Volga, vital per portar subministraments a la ciutat, deixant-lo impossible per a la navegació soviètica. Entre el 25 i el 31 de juliol 32 vaixells soviètics van resultar enfonsats, i 9 més van resultar malmesos.
La batalla començà amb el bombardeig de la ciutat per la Luftflotte 4 del Generaloberst Wolfram von Richthofen, que durant l'estiu i la tardor de 1942 era la formació militar aèria més poderosa del món. Llançaren sobre la ciutat unes 1.000 tones de bombes, quedant ràpidament reduïda a runes, tot i que la producció continuà en algunes fàbriques mentre que els treballadors s'unien a la lluita. El 369è Regiment Reforça d'Infanteria (croata) va ser l'única unitat no-alemanya triada per entrar a la ciutat durant les operacions d'assalt. Lluità com a part de la 100a Divisió Jäger.
Stalin reuní totes les tropes disponibles a la riba est del Volga, algunes fins i tot portades des de Sibèria. Tots els transbordadors van ser ràpidament destruïts per la Luftwaffe, que llavors passaren a atacar les barcasses de tropes que travessaven el riu. A més, molts civils van ser evacuats pel riu. S'ha dit que Stalin decidí que els ciutadans es quedessin a la ciutat per tal que la seva presència encoratgés la resistència dels defensors. Els civils, incloent les dones i nens, van ser enviats a cavar trinxeres i fortificacions. Un bombardeig estratègic alemany el 23 d'agost causà una tempesta de foc, matant milers de persones i convertint Stalingrad en una gran extensió de runes cremades. Un 90% de la zona residencial de Voroxilovski va quedar destruïda. Entre el 23 i el 26 d'agost els informes soviètics parlen d'unes 955 persones mortes i 1.181 ferides com a resultat del bombardeig. Les 40.000 víctimes és una gran exageració, i a partir del 25 d'agost, els soviètics ja no registraren cap baixa ni civil ni militar com a resultat dels bombardeigs aeris.

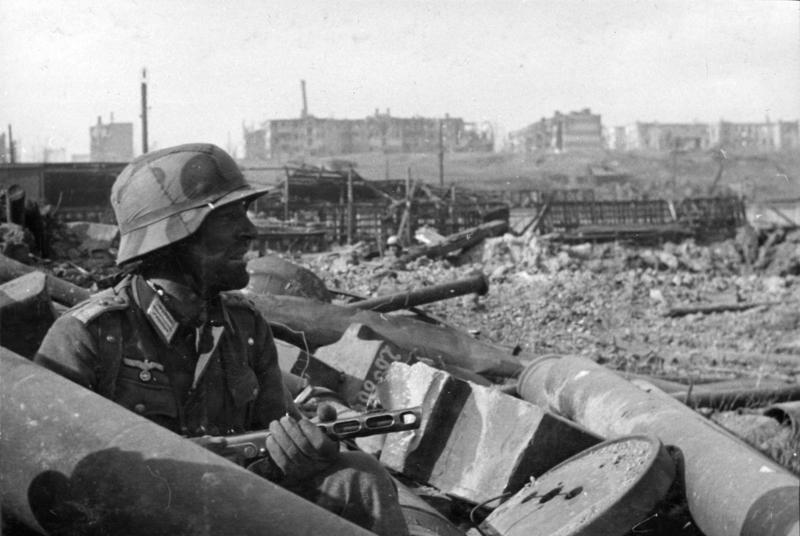
Octubre de 1942: un tinent alemany amb una metralladora russa PPSh 41 protegint-se enmig de la runa. Molts soldats alemanys agafaven armes soviètiques, car eren més efectives que les seves pròpies als combats en espais reduïts.

La Força Aèria Soviètica, la Voenno-Vozduxnie Sili (VVS) va ser escombrada per la Luftwaffe. La VVS va perdre a la zona immediata 201 avions entre el 23 i el 31 d'agost, i malgrat ser reforçada amb 100 avions durant l'agost, va quedar amb només 192 avions útils, dels quals només 57 eren caces. Els soviètics continuaren rebent reforços aeris a la zona de Stalingrad a la darreria de setembre, però continuaren patint greus pèrdues, i la Luftwaffe gaudia del control absolut del cel. Malgrat tot, a causa del trasllat de la indústria soviètica el 1941, la producció aeronàutica soviètica arribà als 15.800 aparells durant la segona meitat de 1942. la VVS va poder mantenir una força significativa i construir una reserva estratègica que acabaria superant la Lufwaffe.
El gruix de la defensa inicial de la ciutat va caure sobre el 1077è Regiment Antiaeri, a una unitat constituïda principalment per joves voluntàries, que no tenien entrenament per atacar objectius terrestres. Malgrat això, i sense ajut disponible d'altres unitats, les artilleres antiaèries van mantenir-se als seus llocs i van fer front els panzers que avançaven. La 16a Divisió Panzer informà que havia lluitat amb les artilleres del 1077 "tret a tret" fins que tots 37 canons antiaeris havien estat destruïts o superats. La 16. Panzer quedà sorpresa en descobrir que, a causa de la mancança d'homes a la Unió Soviètica, havia estat lluitant contra dones. En un inici, els soviètics confiaren extensivament en les "milícies de treballadors", formades per treballadors que no participaven directament en la indústria de guerra. Durant una breu temporada, els tancs continuaren sent fabricats i conduïts per tripulacions voluntàries de treballadors de les fàbriques. Sortien directament de la fàbrica per anar al front, sovint sense pintura o mires.
A la darrera setmana d'agost, el Grup d'Exèrcits Sud (B) finalment havia arribat al Volga, al nord de Stalingrad, dirigint-se a continuació cap a la ciutat. Per a l'1 de setembre, els soviètics només podien reforçar-se i enviar subministraments a les seves tropes a Stalingrad mitjançant perilloses travesses del Volga sota el constant bombardeig aeri i artiller.
El 5 de setembre, els exèrcits soviètics 24è i 66è organitzaren un gran atac contra el 14. Panzerkorps. La Luftwaffe ajudà a rebutjar l'ofensiva atacant les posicions d'artilleria soviètiques i les seves línies defensives. Els soviètics van ser obligats a recular només hores després de llançar l'atac. Dels 120 tancs llançats al combat pels soviètics, se'n van perdre 30 a causa dels atacs aeris.
Les operacions soviètiques constantment colpejades per la Luftwaffe. El 18 de setembre els exèrcits 1r de la Guàrdia i 24è llançaren una ofensiva contra el VIII. Armeekorps a Kotluban. El VIII. Fliegerkorps envià onada rere onada de Stukas per evitar qualsevol trencament. L'ofensiva va ser rebutjada; i els Stukas reclamaren 41 dels 106 tancs soviètics destruïts aquell matí, mentre els Bf 109 d'escorta destruïren 77 avions soviètics. Enmig de les runes de la ciutat destruïda, els exèrcits soviètics 62è i 64, que incloïen la 13a divisió de fusellers de la Guàrdia, ancoraren les seves línies de defensa amb punts forts a cases i fàbriques.
La lluita enmig les runes era ferotge i desesperada. El tinent general Aleksandr Rodímtsev comandava la 13a divisió de fusellers de la Guàrdia, rebé el títol d'Heroi de la Unió Soviètica per les seves accions durant la batalla. L'Orde n. 227 de Stalin del 27 de juliol de 1942 decretà que tots els comandants que ordenessin retirades no autoritzades serien sotmesos a un tribunal militar. Els eslògans van ser "Ni un pas enrere!" i "No hi ha terra més enllà del Volga". Els alemanys que s'endinsaven a Stalingrad patiren grans pèrdues.

### La lluita a la ciutat
El 12 de setembre, en el moment de la seva retirada cap a l'interior de la ciutat, el 62è Exèrcit soviètic havia quedat reduït a 90 tancs, 700 morters i tot just 20.000 homes. La resta de tancs quedaren com a punts forts immòbils a la ciutat. El pla inicial alemany preveia capturar la ciutat a correcuita: una divisió d'infanteria aniria cap a Mamaiev Kurgan, una altra atacaria l'estació central de ferrocarrils i l'altre cap al punt central de desembarcament al Volga.
Tot i els èxits inicials, els atacs alemanys s'estancaren davant els reforços que els soviètics feien arribar a través del Volga: la 13a divisió de fusellers de la Guàrdia, destinada a contraatacar a Mamaiev Kurgan i a l'Estació Ferroviària n. 1 patí greus pèrdues: més d'un 30% dels seus homes van resultar morts en les primeres 24 hores, i tot just 320 dels 10.000 originals van sobreviure a la batalla. Ambdós objectius van ser reconquerits, però només temporalment: l'estació de ferrocarril canvià de mans 14 vegades en sis hores. Al vespre següent, la 13a divisió de fusellers de la Guàrdia havia deixat d'existir, però els seus homes havien matat aproximadament la mateixa quantitat d'alemanys.
Els combats s'estengueren durant 3 dies al gran elevador de gra al sud de la ciutat. Uns 50 defensors de l'Exèrcit Roig, aïllats i sense possibilitat de ser abastits, van mantenir la posició durant 5 dies i rebutjaren 10 assalts abans d'esgotar la munició i l'aigua. Només hi trobaren 14 combatents morts, tot i que els alemanys pensaven que n'hi havia més per la intensitat de la resistència. Els soviètics fins i tot cremaren els magatzems de gra durant la seva retirada per tal de negar el menjar a l'enemic. Paulus trià l'elevador de gra i les sitges com a símbol de Stalingrad per una insígnia que havia de dissenyar per commemorar la batalla després de la victòria alemanya.
La doctrina militar alemanya es basava en el principi d'equips d'armes combinades i una estreta cooperació entre els tancs, la infanteria, els enginyers, l'artilleria i els avions d'atac terrestre. Alguns comandants soviètics adoptaren la tàctica de mantenir sempre les línies del front tan properes als alemanys com fos possible; Txuikov ho anomenava "ofegar els alemanys". Això alentia l'avanç alemany i reduïa l'efectivitat de l'avantatge del foc de cobertura.
L'Exèrcit Roig gradualment adoptà una estratègia per mantenir tant com fos possible tota la lluita a la ciutat. Per això convertiren blocs d'apartaments, fàbriques, magatzems, residències a les cantonades i edificis d'oficines en una sèrie de punts forts ben defensats amb metralladores, fusells antitancs, morters, mines, filferro espinós, franctiradors i unitats petites d'entre 5 i 10 homes armats amb metralladores i granades preparats pel combat casa per casa. Els combatents a la ciutat rotaven constantment gràcies a l'arribada de més tropes pel Volga. Quan es perdia una posició, s'intentava immediatament reconquerir-la amb noves forces.

Esclataven durs combats per cada runa, carrer, fàbrica, casa, pis i escala. Fins i tot les clavegueres van ser escenaris dels combats. Els alemanys anomenaren a aquesta guerra urbana la " Rattenkrieg " (Guerra de rates). Enmig d'aquell caos, totes les línies de batalla s'esfumaren, i la gran mobilitat amb suport de blindats alemanya desaparegué. Els edificis havien de ser netejats habitació per habitació. Alguns edificis que havien perdut els sostres a causa del bombardeig previ, van veure combat en espais confinats, amb els alemanys i els soviètics en pisos alternats, disparant-se els uns als altres pels forats als terres. 

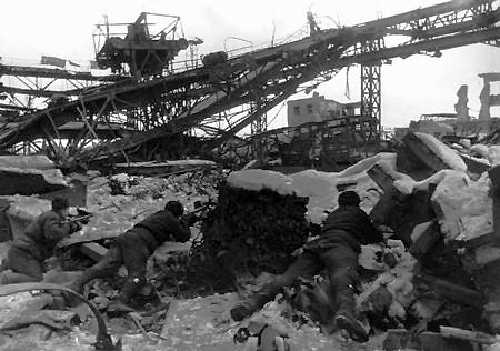
Soldats de l'Exèrcit Roig a la Fàbrica "Octubre Roig"

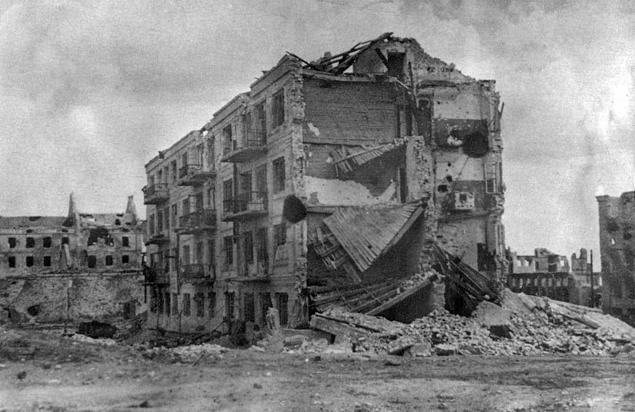
La Casa de Pàvlov (1943)

En una altra part de la ciutat, una secció soviètica sota el comandament del sergent Iàkov Pàvlov fortificà un edifici que dominava una plaça de 300 metres sobre la riba del riu, que posteriorment seria nomenada la "Casa de Pàvlov". Els soldats l'envoltaren amb camps de mines, instal·laren posicions de metralladores a les finestres i obriren forats a la part baixa dels murs per millorar les comunicacions. Els soldats trobaren 10 civils soviètics amagats al soterrani. No van ser rellevats, i no van rebre reforços significatius durant dos mesos quan arribà allà l'Exèrcit Roig. L'edifici era senyalat com "Festung" (fortalesa) als mapes alemanys. El sergent Pavolv va rebre el títol d'Heroi de la Unió Soviètica per les seves accions. Després de la batalla, a Txuikov li agradava fer broma dient que havien mort més alemanys per capturar la Casa de Pàvlov que no pas per capturar París. Segons afirma Beevor, després cada onada d'assalt que llançaven els alemanys, els soviètics havien de sortir per desmuntar les piles de cadàvers alemanys, de manera que les metralladores i els canons antitancs a l'edifici tinguessin línies de foc netes a la plaça.

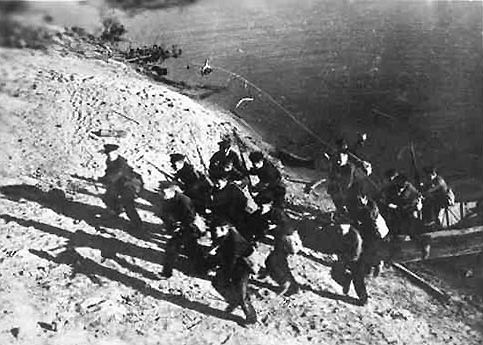
Infants de marina desembarquen a la riba oest del Volga.

Els alemanys feien un progrés lent però constant per la ciutat. Les posicions eren capturades individualment, però els alemanys mai no van poder capturar els punts clau de travesses a la riba del riu. Van fer servir la potència aèria, els tancs i l'artilleria pesant per netejar la ciutat amb diversos nivells d'èxit. Cap al final de la batalla, el gegantí canó ferroviari Dora de 800mm va ser portat a la batalla. Els soviètics situaren una gran quantitat de bateries d'artilleria sobre la riba est del Volga, amb la que podien bombardejar les posicions alemanyes o, com a mínim, llançar foc contra-bateria. Els tancs alemanys esdevingueren inútils davant les piles de runes de fins a 8 metres d'alt.
Els franctiradors d'ambdós bàndols empraren les runes pel camuflatge i per causar el màxim de víctimes. El franctirador soviètic més famós a Stalingrad va ser Vasili Zàitsev, amb 225 morts confirmades durant la batalla. Els objectius sovint es tractaven de soldats que portaven menjar o aigua a les posicions d'avançada. Els vigies d'artilleria també eren un objectiu especialment bo pels franctiradors.
Tant per a Stalin com per a Hitler, Stalingrad es convertí en una qüestió de prestigi més enllà del seu significat estratègic. El comandament soviètic arribà a traslladar-hi unitats des de la reserva estratègica de l'Exèrcit Roig de la zona de Moscou cap al baix Volda, i traslladà avions de tot el país cap a Stalingrad.
L'estrès sobre els dos comandants militars va ser immens: Paulus desenvolupà un tic incontrolable al seu ull, que a vegades afectava tot el costat esquerre de la seva cara; mentre que Txuikov experimentà l'esclat d'un èczema que feu que hagués de portar les mans completament embenades. Les tropes de tots dos bàndols constantment experimentaren l'estrès del combat home a home.

### Atacs aeris

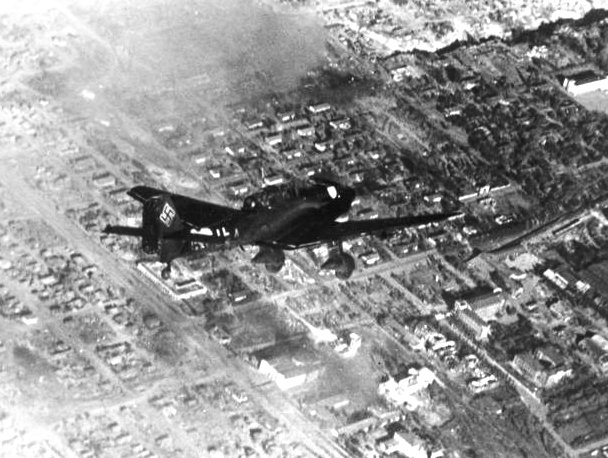
Un bombarder en picat Junkers Ju 87 Stuka sobre el barri a l'oest de la fàbrica Octubre Roig; alguns edificis administratius estan al costat inferior dret; Baionet Gully està a la punta dreta.

Decidits a esclafar la resistència soviètica, el Stukawaffe de la Luftflotte 4 realitzà més de 900 sortides individuals contra les posicions soviètiques a la fàbrica de tractors Dzerjinski el 5 d'octubre. Diversos regiments soviètics van ser anihilats; i tot l'estat major del 339è regiment d'infanteria va ser mort durant un atac aeri el matí següent.
A mitjans d'octubre, la Luftwaffe intensificà els seus esforços contra les posicions soviètiques que restaven a la riba oest. La Luftflotte 4 realitzà 2.000 sortides el 14 d'octubre, llançant unes 600 tones de bombes mentre que la infanteria alemanya envoltava les 3 fàbriques. Els Stukageschwader 1, 2 i 77 havien silenciat l'artilleria soviètica a la riba est del Volga, abans de tornar a atacar la navegació que de nou intentava reforçar les petites bosses de resistència soviètiques. El 62è Exèrcit havia quedat tallat en dos, i ara, a causa de l'intensiu atac aeri llançat contra els transbordadors, estava rebent molt menys material del que necessitava. Amb les forces soviètiques ocupant només una franja de terra d'uns 1.000 metres a la riba oest del Volga, es van llançar 1.208 missions de Stukas per intentar eliminar-los. Malgrat el dur bombardeig aeri (Stalingrad patí un bombardeig pitjor que Sedan o Sebastòpol), el 62è Exèrcit, amb 47.000 homes i 19 tancs, evità que el 6è Exèrcit i el 4t Panzer capturessin la riba oest del Volga.
La Luftwaffe retingué la superioritat aèria durant novembre i la resistència aèria diürna soviètica va ser inexistent. Malgrat això, la combinació de les constants operacions de suport aeri al costat alemany i la rendició soviètica al cels diürns començà a afectar l'equilibri estratègic a l'aire. Després de realitzar 20.000 sortides individual, la força original de la Luftwaffe de 1.600 avions útils havia caigut fins a 950. La Kampfware (força de bombarders) havia estat la més colpejada, quedant-li només 232 avions dels 480 originals. Malgrat gaudir d'una superioritat qualitativa sobre la VVS i de disposar un 80% dels recursos de la Luftwaffe al Front Oriental, la Luftflotte 4 no pogué evitar el creixement del potencial aeri soviètic. En els moments de la contraofensiva soviètica, la VVS era quantitativament superior a la Luftwaffe.

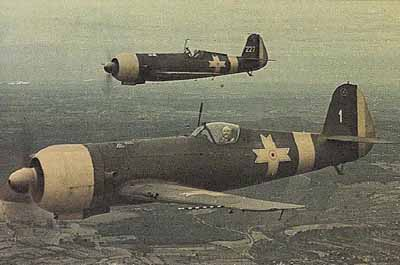
Caces romanesos IAR 80

La força de bombarders soviètica, la Aviatsiïa Dal'nego Deistviïa (АДД), després d'haver patit greus pèrdues durant els darrers 18 mesos, va haver de deixar de volar durant la nit. Els soviètics realitzaren 11.317 sortides sobre Stalingrad i el sector del Don entre el 17 de juliol i el 19 de novembre. Aquests atacs causaren pocs danys, i només tenien un valor pel soroll ocasionat.
La situació de la Luftwaffe, però, cada vegada esdevingué més difícil: el 8 de novembre diverses unitats de la Luftflotte 4 van ser retirades per combatre els desembarcaments aliats al nord d'Àfrica. El braç aeri alemany es trobà travessant Alemanya, lluitant per mantenir la seva força en altres sectors del front meridional sovieticoalemany. Els soviètics començaren a rebre material d'assistència del govern estatunidenc mitjançant el programa del Préstec-Arrendament. Durant el darrer trimestre de 1942, els Estats Units enviaren a la Unió Soviètica 60.000 camions, 11.000 jeeps, 2 milions de parells de botes, 45.000 tones d'explosius i 230.000 tones de combustible aeronàutic.
Segons afirma l'historiador Chris Bellamy, els alemanys pagaren un gran preu estratègic pels avions enviats a Stalingrad: la Luftwaffe es va veure obligada a divertir gran part de la seva potència aèria des del Caucas, ric en petroli, que havia estat el gran objectiu estratègic al pla de Hitler.

### Els alemanys arriben al Volga
Després de 3 mesos de lents progressos, els alemanys finalment arribaren a la riba del riu, capturant el 90% de la ciutat i aïllant les forces soviètiques que encara quedaven en dues petites bosses. Els blocs de gel que començaven a baixar pel Volga evitaven el transport de subministraments pels defensors soviètics. Malgrat tot la lluita, especialment a la zona de Mamàiev Kurgan i dins la zona de les fàbriques a la part nord de la ciutat, continuà tan ferotge com era. Els combats a la fàbrica d'Acer Octubre Roig, a la fàbrica de tractors Dzerjinski i a la fàbrica de canons Barrikadi esdevingueren famosos.

## Les contraofensives soviètiques

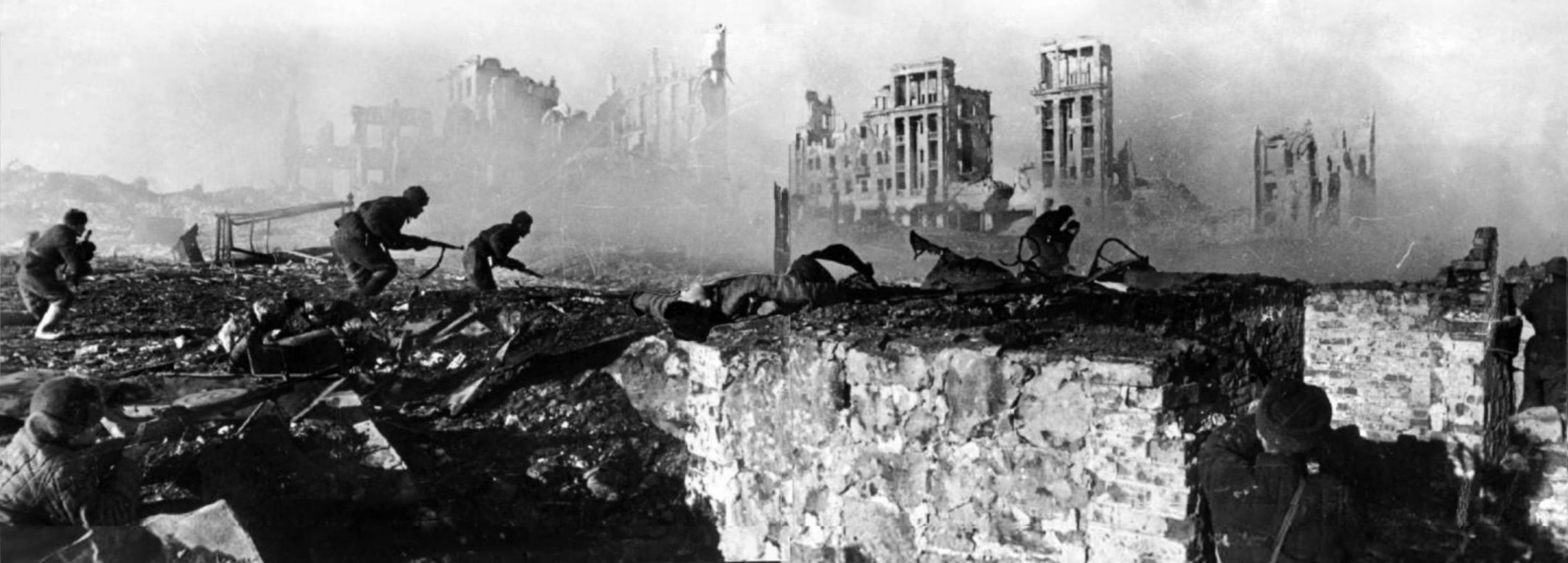
Soldats soviètics a l'assalt

Reconeixent que les tropes alemanyes estaven mal preparades per a les operacions ofensives durant l'hivern de 1942, i que la majoria d'elles estaven desplegades arreu del sector meridional del Front Oriental, la Stavka decidí llançar diverses operacions ofensives entre el 19 de novembre de 1942 i el 2 de febrer de 1943. Aquestes operacions iniciaren la Campanya d'Hivern de 1942-43, en la que participaren uns 15 Exèrcits en diversos fronts.

### L'afebliment des flancs alemanys
L'ofensiva alemanya per capturar Stalingrad va ser aturada mitjançant una combinació de l'obstinada resistència de l'Exèrcit Roig dins de la ciutat i de les condicions climatològiques. La contraofensiva soviètica planejada emprà mesures de diversió que finalment atraparien el 6. Armee i la resta de forces d'altres països de l'Eix al voltant de la ciutat, convertint-se en la segona major derrota alemanya durant la Segona Guerra Mundial.
Durant el setge, els Alemanys i els seus aliats italians, hongaresos i romanesos, que protegien els flancs del Grup d'Exèrcits B havien pressionat els seus quarters generals per ajut. Com que el focus de la batalla es trobava dins de la ciutat, les forces de l'Eix havien negligit durant mesos la consolidació de les seves posicions sobre la línia defensiva natural del riu Don. El Segon Exèrcit hongarès, format principalment per unitats mal equipades i mal entrenades, havia de defensar una secció de 200 km del front nord de Stalingrad entre els italians i Vorónej. Això resultà en una línia molt feble, amb alguns sectors on havien franges d'1 o 2 km defensats per una simple secció. Les forces soviètiques formaren diversos caps de pont sobre la riba occidental del riu i presentaren una potencialment seriosa amenaça contra el Grup d'Exèrcits B. A aquestes forces els mancava també armament efectiu antitancs.
De manera semblant, al flanc sud del sector de Stalingrad, la zona de Kotelnikovo estava protegida només pel 7è Cos romanès, i més enllà, només una divisió alemanya, la 16a d'infanteria motoritzada.
Hitler es negà a reforçar els flancs. El cap de l'Estat Major General de l'Exèrcit, Franz Halder, expressà les seves preocupacions sobre la ciutat, senyalant que si la situació en aquells febles flancs no es rectificava, "hi hauria un desastre". Però Hitler replicà que Stalingrad seria ocupat i que aquells flancs es mantindrien mitjançant "...ardor nacionalsocialista; i és evident que no puc esperar això de vostè (Halder)", substituint-lo pel general Kurt Zeitzler a mitjans d'octubre.

### Operació Urà: l'ofensiva soviètica
- Més informació a l'article Operació Urà.

El contraatac soviètic a Stalingrad
Front alemany, 19 de novembre
Front alemany, 12 de desembre
Front alemany, 24 de desembre
Avanç rus, 19–28 de novembre

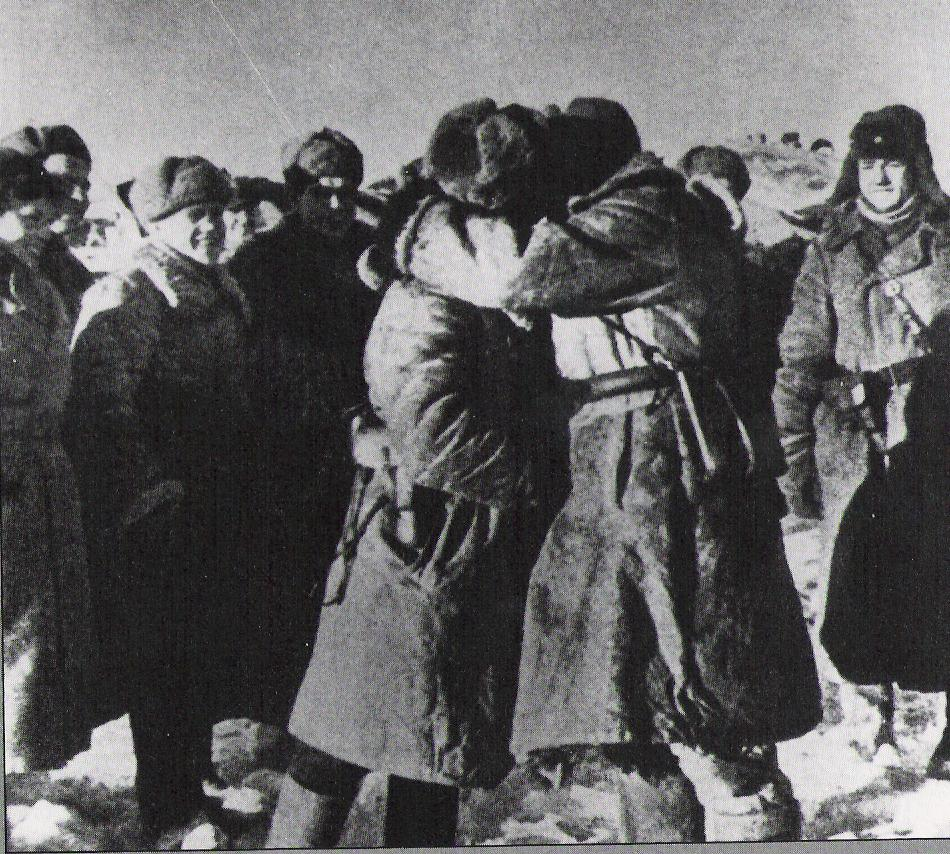
Tropes soviètiques contactes a Sovietsky, tancant la bossa de Stalingrad.

A l'agost, els generals soviètics Gueorgui Júkov i Aleksandr Vassilevski, responsables dels plans estratègics a la zona de Stalingrad, concentraren una immensa quantitat de tropes a les estepes al nord i al sud de la ciutat. El flanc nord-oest alemany era particularment vulnerable, car estava defensat pels hongaresos i romanesos que tenien un equipament inferior, estaven baixos de moral i estaven mal comandats quan se'ls comparava amb els alemanys. Aquesta feblesa era coneguda i explotada pels soviètics, que preferien encarar-se contra tropes no-alemanyes quan fos possible. El pla consistia a mantenir lligats dins de la ciutat els alemanys, llavors colpejar sobre els flancs mal defensats i envoltar els alemanys dins de Stalingrad. Els flancs havien de ser atacats prou lluny de la ciutat de manera que el 6. Armee a Stalingrad no poguessin redesplegar-se per defensar-se davant l'atac. Durant els preparatius per l'atac, el mariscal Júkov visità personalment el front i, advertint la mala organització, insistí a retardar una setmana la data d'inici de l'atac planejat. L'operació va rebre el nom clau "Urà", i es llançà conjuntament amb l'operació Mart, dirigida contra el Grup d'Exèrcits Centre. El pla era semblant al que Júkov ja havia fet servir per assolir la victòria a la batalla de Khalkhin Gol tres anys abans, on va realitzar un doble embolcallament que destruí la 23a divisió de l'Exèrcit Imperial Japonès.
El 19 de novembre de 1942 l'Exèrcit Roig inicià l'operació Urà. Les unitats atacants soviètiques, sota el comandament del general Nikolai Vatutin, consistia en 3 exèrcits: el 1r Exèrcit de la Guàrdia, el 5è Exèrcit Cuirassat de la Guàrdia i el 21è Exèrcit, incloent per un total de 18 divisions d'infanteria, 8 brigades de tancs, 6 divisions de cavalleria i una brigada antitancs. Els preparatius per a l'atac era escoltat pels romanesos, els quals continuaren demanant reforços en va. Molt dispersos, molt superats en nombre i mal equipats, el Tercer Exèrcit romanès, que protegia el flanc nord del 6. Armee, va ser fet miques.
El 20 de novembre s'inicià una segona ofensiva soviètica, aquesta formada per 2 exèrcits atacant al sud de Stalingrad contra punts defensats pel 4t Cos d'Exèrcit. Les tropes romaneses, constituïdes principalment per infanteria, es col·lapsaren pràcticament de manera immediata. Els forces soviètiques es dirigiren cap a l'oest en un moviment en pinça, trobant-se en 23 de novembre a la ciutat de Kalatx; segellant el setge al voltant de Stalingrad. L'encontre no es rodà en aquells moments; i els soviètics ho van tornar a fer per a una pel·lícula de propaganda que aconseguí fama mundial.

## El Sisè Exèrcit envoltat

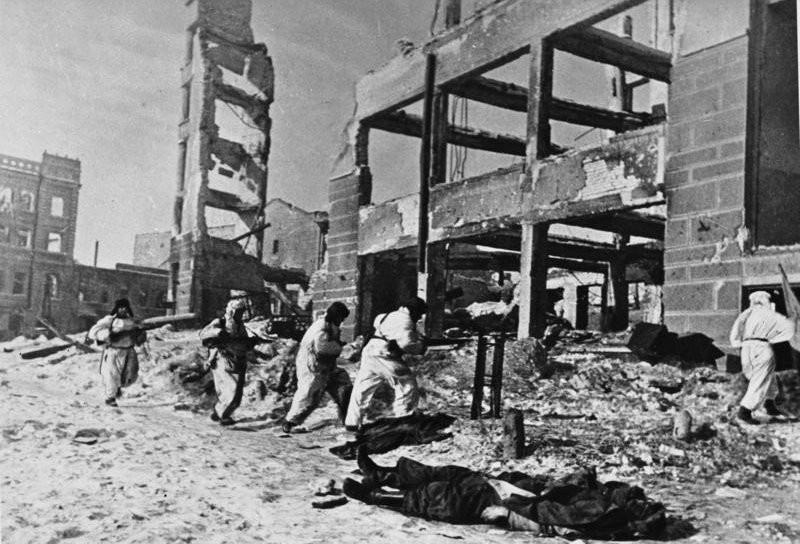
Soldats soviètics a Stalingrad

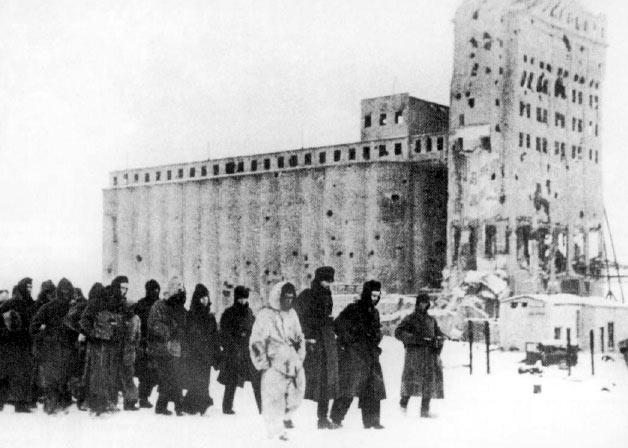
Soldats alemanys fets presoners de guerra

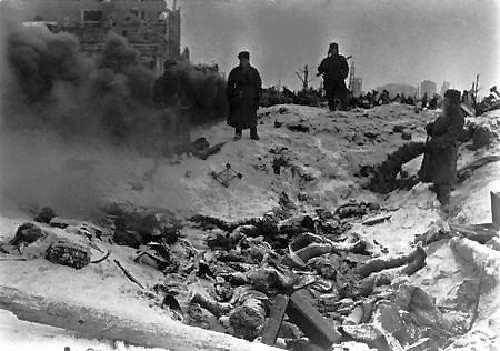
Cadàvers a la ciutat

Prop de 250.000 soldats alemanys i romanesos, el 369è regiment reforçat d'infanteria croata i d'altres unitats subsidiàries, incloent uns 35.000 voluntaris soviètics que lluitaven pels alemanys, quedaren envoltats. Les tropes alemanyes a la bossa eren d'uns 195.000 homes el 19 de novembre de 1942. Dins de la bossa (que els alemanys ja anomenaven "'kessel", "calderó") hi havia uns 10.000 civils soviètics i diversos milers de soldats soviètics que els alemanys havien capturat durant la batalla. No tot el 6. Armee estava atrapat: uns 50.000 soldats havien quedat fora de la bossa.
Les unitats de l'Exèrcit Roig formaren immediatament dos fronts defensius: una circumval·lació encarada cap a l'interior i una altra encarada cap a l'exterior. El Generalfeldmarshall Erich von Manstein aconsellà a Hitler que no ordenés sortir el 6. Armee, afirmant que podria superar les línies soviètiques i rellevar l'assetjat 6 Armee. Els historiadors estatunidencs Williamson Murray i Alan Millet afirmaren que si Manstein advertí a Hitler el 24 de novembre que el 6è Exèrcit no fugís, juntament amb l'afirmació de Göring que la Luftwaffe podia portar subministraments a Stalingrad, «...segellaren el destí del Sisè Exèrcit.» Després de 1945 Manstein falsificà els informes i afirmà que havia dit a Hitler que calia que el Sisè Exèrcit marxés d'allà. L'historiador estatunidenc Gerhard Weinberg afirmà que «a causa de la sensibilitat en la qüestió de Stalingrad en l'Alemanya de postguerra, Manstein va fer el possible per arreglar els informes d'aquesta qüestió, així com la seva implicació en els assassinats de jueus.» Manstein hagué de conduir una operació de rescat, anomenada operació Unternehmen Wintergewitter sobre Stalingrad, que creia possible sempre que el Sisè Exèrcit fos abastit adequadament des de l'aire.
El 30 de setembre de 1942 Adolf Hitler havia declarat en un discurs públic al Berlin Sportpalast que l'exèrcit alemany no abandonaria mai la ciutat. En una reunió poc després que es completés l'encerclament soviètic, els caps de l'exèrcit alemany reclamaren per una retirada a una nova línia defensiva a l'oest del Don, però Hitler estava al seu retir bavarès de Berchtesgaden a Obersalzberg, amb Hermann Göring, el cap de la Luftwaffe. Quan Hitler li preguntà, Göring replicà després de ser convençut per Hans Jeschonnek, que la Luftwaffe podria portar subministraments al Sisè Exèrcit amb un pont aeri. Això permetria als alemanys a la ciutat mantenir la lluita mentre que es reunia el relleu. Un any abans s'havia fet un pla semblant a la bossa de Demyansk, tot i que a una escala molt menor (a Demyansk només hi havia un cos, no pas tot un exèrcit). A més, la força de caces soviètica havia millorat considerablement tant en quantitat com en qualitat. Però la menció de l'èxit del subministrament aeri a la bossa de Demyansk reforçà els arguments de Hitler.
El comandant de la Luftflotte 4, Generaloberst Wolfram von Richthofen, intentà que es revoqués aquesta decisió. El Sisè Exèrcit era la major unitat d'aquestes característiques al món i gairebé el doble de gran que qualsevol altra unitat semblant de l'exèrcit alemany, a més que hi havia tot un cos del 4t Exèrcit Panzer també atrapat a la bossa. Hauria d'haver estat clar que portar subministraments per aire era impossible: com a màxim només podien transportar diàriament (106,6 tones), basant-se en la quantitat d'avions disponibles i en que només hi havia l'aeroport de Pitomnik per aterrar, era molt menys de les 750 tones diàries necessàries per subsistir. Per suplementar la limitada quantitat de transports Junkers Ju 52, els alemanys també van fer servir avions totalment inadequats per a aquest paper, com el bombarder Heinkel He 177; tot i que alguns bombarders, com el Heinkel He 111, de tanta capacitat i molt més veloç que el Ju 52, van fer un bon paper. El general Richtofen informà a Manstein el 25 de novembre de la limitada capacitat de transport de la Luftwaffe i de la impossibilitat de transportar 300 tones diàries. Manstein ara ja sabia les enormes dificultats tècniques d'un pont aeri d'aquestes dimensions, i l'endemà redactà un informe de sis pàgines dirigit a l'estat major general: basant-se en la informació de l'expert Richtoffen, declarà que contràriament a l'exemple de la bossa de Demjask el subministrament permanent per aire seria impossible. Si només es pogués establir un estret enllaç amb el Sisè Exèrcit, proposava que s'emprés per sortir del setge. Reconeixia el gran sacrifici moral que significava abandonar la ciutat de Stalingrad, però això faria més senzill mantenir el poder combatiu del Sisè Exèrcit i tornar a adquirir la iniciativa. Però, finalment, Hitler donà suport el pla de Göring i reiterà la seva ordre de "no rendició" als seus exèrcits atrapats, senyalant que el Sisè Exèrcit es mantindria a Stalingrad gràcies al pont aeri fins que l'anell es trenqués mitjançant una nova ofensiva alemanya.
La missió d'establir un pont aeri fracassà a causa d'unes condicions climatològiques temibles, avaries mecàniques, el foc antiaeri soviètic i l'acció dels caces d'interceptació comportaren la pèrdua de 488 avions alemanys. La Luftwaffe ni tan sols aconseguí transportar les 106 tones diàries per a les que tenia avions, transportant una mitjana de 85 tones diàries. El dia de més èxit, el 19 de desembre, transportaren 262 tones de subministraments en 154 vols. Els subministraments que arribaven, a més, sovint eren inútils: un avió arribà amb 20 tones de vodka i d'uniformes d'estiu; un altre amb pebre negre i marduix. La indecisió de Hitler sobre el propòsit de l'operació Tempesta d'Hivern (ja fos el de permetre un trencament o d'obrir un corredor) significà que grans quantitats de combustible que haurien ajudat amb un trencament van ser embarcades quan el menjar i la munició haurien estat més necessaris. Els transports que aconseguien aterrar evacuaven especialistes tècnics i homes ferits o malalts de l'enclavament assetjat.

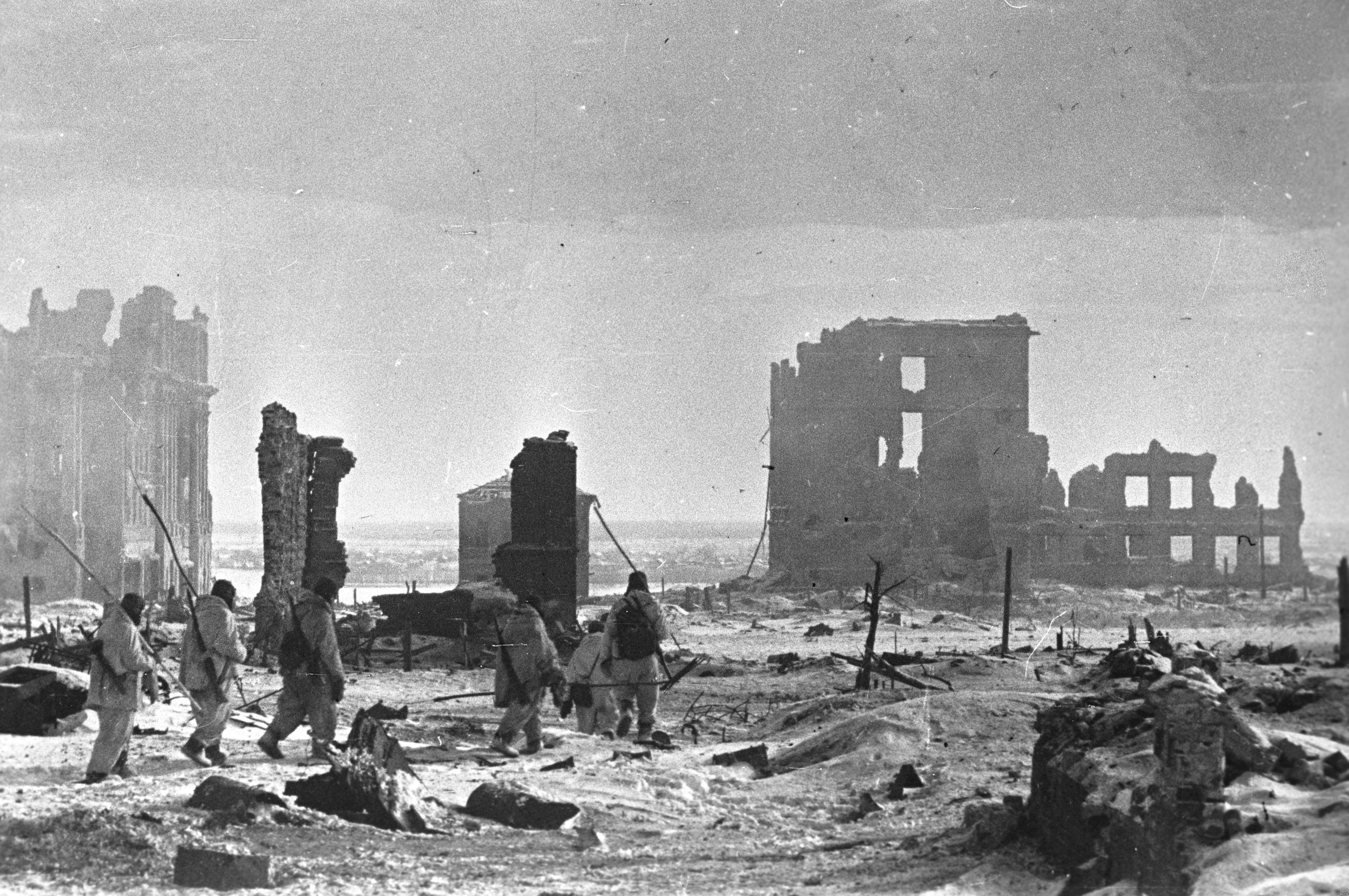
El centre de Stalingrad després de l'alliberament

En un inici, els vols arribaven a l'aeroport de Tatsinskaia, anomenat Tazi pels pilots alemanys. El 23 de desembre el 24è Cos de Tancs soviètic, comandat pel major general Vasili Badànov arribaren prop de Skassirskaia i a primera hora del 24 de desembre els tancs arribaren Tatsinskaia. Sense soldats per defensar l'aeròdrom, va ser abandonat sota un dur bombardeig: en una hora escassa 108 Ju 52s i 16 Ju 86 s'enlairaren de Novotxerkassk, deixant 72 Ju 52s i diversos avions més cremant-se a terra. S'establí una nova base a Salsk, a uns 300 km de Stalingrad, la qual cosa significava un nou obstacle pels esforços de transport de subministraments. Salsk va ser abandonat a mitjans de gener per a una nova instal·lació a Zverevo, prop de Xakhty. L'aeròdrom de Zverevo va ser repetidament atacat el 18 de gener, i 50 Ju 52s més van resultar destruïts.
Tot i el fracàs de l'ofensiva alemanya per arribar fins al Sisè Exèrcit, l'operació de subministrament aeri continuà sota circumstàncies encara més difícils. A poc a poc el Sisè Exèrcit començà a morir-se de fam. Els pilots quedaven bocabadats en trobar les tropes massa esgotades i famolenques per descarregar els avions. Els alemanys lluitaven per qualsevol rosegó de pa. El general Zeitzler, commogut per la situació, començà a reduir les seves racions de menjar fins a equiparar-les a les dels soldats a Stalingrad: en poques setmanes havia perdut 12 kg i estava tan prim que Hitler, enfadat, li ordenà personalment que tornés a menjar com abans.
El peatge que pagaren els Transportgruppen va ser molt alt. Uns 266 Ju 52s van ser destruïts, un terç del total dels que hi havia al Front Oriental. Els gruppen de He 111 van perdre 165 avions en operacions de transport. Entre la resta de pèrdues havia 42 Ju 86s, 9 Fw 200 Condors, 5 bombarders He 1777 i Ju 290. A més, la Luftwaffe va perdre prop de 1.000 tripulants de bombarders altament experimentats. Les pèrdues de la Luftwaffe van ser tan altres que quatre unitats de transport de la Luftflotte 4 (KGrzbV 700, KGrzbV 900, I./KGrzbV 1 i II./KGzbV 1) es van dissoldre formalment.

## Final

### Operació Tempesta d'Hivern
més informació a l'article "Operació "Tempesta d'Hivern"
Les tropes soviètiques van consolidar les seves posicions als voltants de Stalingrad, començant una lluita ferotge per encongir la bossa. L'operació Tempesta d'Hivern (Wintergewitter), l'intent alemany comandat per Manstein per rellevar l'atrapat Sisè Exèrcit des del sud inicialment va tenir èxit. Pel 19 de desembre, l'exèrcit alemany havia arribat a 48 km de les posicions del Sisè Exèrcit; però les tropes atrapades a Stalingrad no van fer cap intent de trencar el setge o d'enllaçar amb les de Manstein. Alguns oficials alemanys demanaren a Paulus que desafiés les ordres de Hitler de mantenir la posició i en canvi intentés trencar el setge, però Paulus es negà. El 23 de desembre s'abandonà l'intent de rellevar les tropes a Stalingrad i les tropes de Manstein van haver de recular fins a posicions defensives davant les noves ofensives soviètiques. A més, l'impacte total del durs hivern rus havia arribat. El Volga s'havia congelat, permetent als soviètics portar subministraments a les seves tropes més fàcilment. Les tropes alemanyes atrapades no van trigar a trobar-se sense combustible per la calefacció ni de subministraments mèdics, i milers començaren a morir de congelació, malnutrició i malalties.

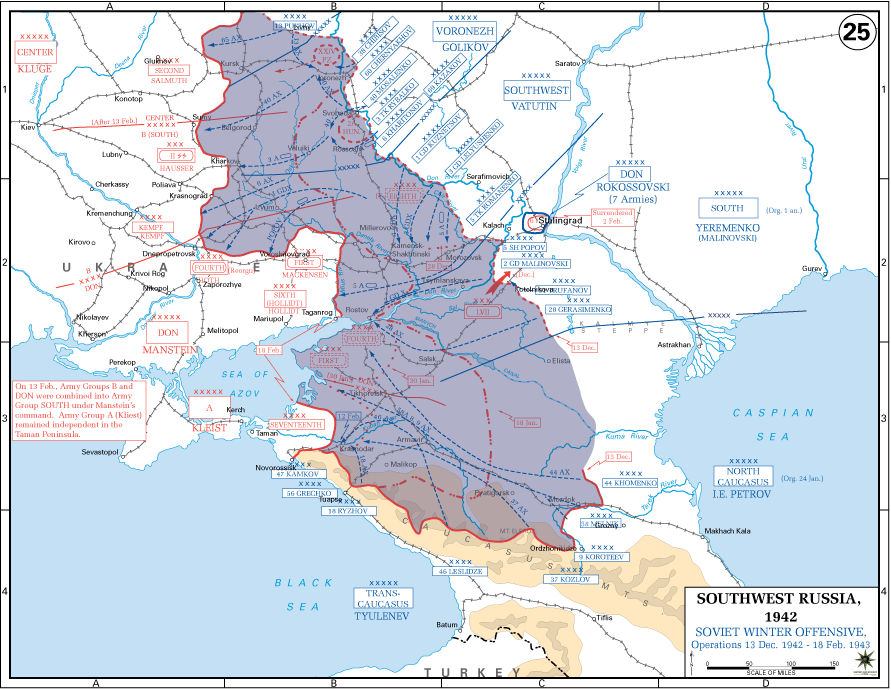
Guanys soviètics (en blau) durant l'operació Petit Saturn

### Operació Petit Saturn
més informació a l'article "Operació "Petit Saturn".
El 16 de desembre, els soviètics llançaren una segona ofensiva, l'operació Petit Saturn, amb la intenció de travessar els exèrcits de l'Eix (principalment italians) al Don i capturar Rostov. Si assolia l'èxit, aquesta ofensiva hauria atrapat la resta del Grup d'Exèrcits Sud, un terç de tot l'exèrcit alemany a la Unió Soviètica, al Caucas. Els alemanys van fer una "defensa mòbil" d'unitats petites per mantenir les ciutats fins que arribés el suport cuirassat. Des del cap de pont soviètic a Mamon, 15 divisions, amb el suport d'un mínim de 100 tancs, atacaren les divisions italianes Cosseria i Ravenna, i tot i que estaven superats en una proporció de 9 a 1, els italians van resistir fins al 19 de desembre, quan el Quarter General de l'ARMIR autoritzà finalment les castigades divisions a retirar-se parcialment. Els soviètics mai no s'aproparen a Rostov a causa de la ferotge oposició italiana, però la lluita obligà a von Manstein a retirar el Grup d'Exèrcits A del Caucas i situar el front a uns 250 km de la ciutat. L'atac de Tatsinskaia també causà greus pèrdues a la flota de transports.
El Sisè Exèrcit ja no podia esperar rebre reforços. Les tropes alemanys a Stalingrad, però, desconeixien aquesta circumstància, i continuaren lluitant en la creença que els reforços estaven de camí. Si bé un trencament motoritzat hauria estat possible durant les primeres setmanes, ara el Sisè Exèrcit ja no disposava de combustible per intentar-ho, i els soldats alemanys havien hagut de fer front a grans dificultats per travessar les línies soviètiques a peu enmig de les dures condicions hivernals.

### La victòria soviètica
Els alemanys a la bossa es retiraren fins als afores de la mateixa ciutat. La pèrdua dels dos aeròdroms, Pitomnik el 6 de gener de 1943 i Gumrak la nit del 21/22 de gener o, segons altres fonts, el 25 de gener, significava el final de l'arribada de subministraments per via aèria o l'evacuació dels ferits. El tercer i darrer aeròdrom útil era el de l'escola de vol Stalingradskaia, que informà que el darrer tràfic aeri va tenir lloc la nit del 22-23 de gener. A partir del 23 de gener només hi va haver llançaments aeris intermitents de munició o menjar.

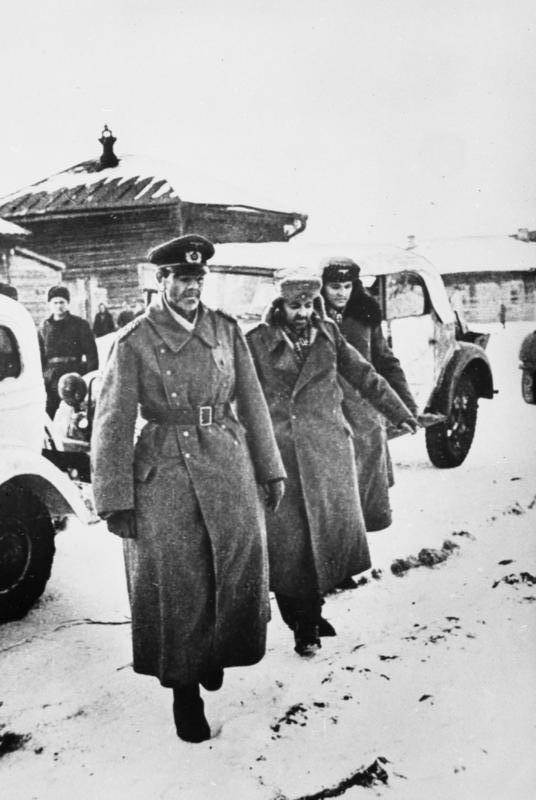
El Generalfeldmarschall Friedrich Paulus (esquerra), amb el seu cap d'estat major Generalleutnant Arthur Schmidt (centre) i el seu aide, Wilhelm Adam (dreta), després de la rendició.

Així doncs, els alemanys no només estaven famolencs, sinó que també sense munició. Malgrat tot això, continuaren resistint, en part perquè creien que els soviètics executarien a tot aquell que es rendís. En particular, els HiWis, ciutadans soviètics que lluitaven pels alemanys, no tenien cap mena d'il·lusió sobre el seu destí si eren capturats. Inicialment, els soviètics van quedar sorpresos per la quantitat d'alemanys que havien capturat, i van haver de reforçar les tropes que formaven el setge. Així, començà de nou una sagnant guerra urbana a Stalingrad, però en aquesta ocasió eren els alemanys que eren empesos cap a les ribes del Volga. Els alemanys adoptaren una simple defensa de fixar xarxes de filferro a les finestres per protegir-se de les granades. Els soviètics respongueren fixant garfis a les granades, de manera que quedaven enganxades a les xarxes quan les llançaven.
Els alemanys ja no disposaven de tancs a la ciutat, i els que funcionaven com a màxim podien ser emprats com a fortins. Els soviètics no intentaren emprar tancs a les zones on la destrucció de la ciutat impedia la seva mobilitat. Una delegació soviètica, formada pel major Aleksandr Smilslov, el capità Nikolai Diatlenko i un trompeta van presentar un oferiment a Paulus: si es rendia en 24 hores, es garantiria la seguretat de tots els presoners, assistència mèdica per als ferits i malalts, es permetria als presoners quedar-se amb les seves pertinences i racions de menjar "normals", així com la repatriació a qualsevol país del món que volguessin després de la guerra; però Paulus, a qui Hitler havia ordenat que no es rendís, no va respondre.
El 22 de gener, Paulus demanà que se li permetés rendir-se. Hitler ho rebutjà basant-se en un punt d'honor. Telegrafià al Sisè Exèrcit al vespre, afirmant que farien una gran contribució històrica a la major lluita de la història alemanya i que haurien d'aguantar «fins al darrer soldat i la darrera bala». Hitler va dir a Goebbels que la situació del Sisè Exèrcit era un «drama heroic de la història alemanya».
El 30 de gener de 1943, desè aniversari de la seva arribada al poder, Hitler es dirigí a Goebbels perquè llegís una proclama que inclogués la frase: «la lluita heroica dels nostres soldats al Volga hauria de ser una alerta per a tots per fer el màxim per la lluita per la llibertat d'Alemanya i pel futur del nostre poble, i encara en un sentit més ampli pel manteniment de tot el continent.» Aquell mateix dia Hitler el promogué al rang de mariscal de camp. Com que mai cap mariscal alemany havia estat fet presoner, Hitler assumí que Paulus lluitaria fins al final o es llevaria la vida. Malgrat això, quan les tropes soviètiques s'aproparen al seu quarter general als magatzems GUM l'endemà, Paulus es rendí. Les restes del Sisè Exèrcit es rendiren el 2 de febrer: els soviètics van capturar 91.000 presoners malalts, ferits, famolencs i desmoralitzats, incloent 3.000 romanesos. Per a la felicitat de l'Exèrcit Roig i la vergonya del Tercer Reich, entre els presoners hi havia 22 generals. Hitler estava furiós i afirmà que Paulus «podria haver-se alliberat a si mateix de tot dolor i ascendir fins a l'eternitat i a la immortalitat nacional, però ha preferit anar a Moscou.»
El públic alemany no va assabentar-se del desastre fins als darrers dies de gener de 1943, tot i els mitjans que ho volien amagar anunciant missatges positius abans de l'anunci. Stalingrad va ser la primera vegada en què el govern nazi reconeixia públicament un fracàs en l'esforç bèl·lic; tot i que no va ser el primer entrebanc dels militars alemanys, aquest cop les pèrdues havien estat equiparables a les soviètiques. Fins aquell moment les pèrdues de la Unió Soviètica havien estat generalment en una proporció de tres vegades o més altes que les alemanyes. El 31 de gener, la programació regular de la ràdio estatal alemanya va ser substituïda per una emissió del trist moviment d'Adagio de la Setena Simfonia de Bruckner, seguit per l'anunci de la desfeta a Stalingrad.
El 18 de febrer, el Ministre de Propaganda Joseph Goebbels oferí un famós discurs al Sportpalast de Berlín, on demanava als alemanys que acceptessin la guerra total, que exigiria que tots els recursos del país i tots els esforços de la població es dirigissin cap a la guerra.
D'acord amb el documental alemany Stalingrad, uns 11.000 soldats alemanys rebutjaren rendir les seves armes en la rendició oficial, pressumiblement creient que la mort en combat seria millor que morir lentament als camps soviètics, així com en la seva creença en el nacional socialisme. L'historiador israelià Omer Bartov senyalà que de les 11.237 cartes enviades pels soldats atrapats a Stalingrad entre el 20 de desembre de 1942 i el 16 de gener de 1943 a les seves famílies a Alemanya, a gairebé totes les cartes s'expressava la creença en la victòria final d'Alemanya i en la seva voluntat de lluitar i morir a Stalingrad per assolir aquesta victòria. Bartov informà que molts dels soldats eren conscients que no podrien fugir de Stalingrad, però a les seves cartes manifestaven el seu orgull per "sacrificar-se pel Führer".
La resta de forces continuaren resistint, amagant-se a cellers i clavegueres, però a inicis de març de 1943 les petites i aïllades bosses de resistència que encara quedaven ja s'havien rendit. D'acord amb els documents que la intel·ligència soviètica publicà, un remarcable informe de l'NKVD del març de 1943 mostrà la tenacitat d'aquests petits grups:
| « | La neteja dels elements contrarevolucionaris a la ciutat de Stalingrad procedí. Els soldats alemanys, que s'havien amagat a forats i trinxeres, oferiren resistència armada un cop les accions de combat havien finalitzat. Aquesta resistència armada continuà fins al 15 de febrer i en algunes zones fins al 20. la majoria de grups armats havia quedat liquidat al març. Durant aquest període de conflicte armat amb els alemanys, les unitats de la brigada mataren 2.418 soldats i oficials i capturaren 8.646 soldats i oficials, escortant-los a camps de presoners de guerra i tancant-los allà. | » |

L'informe operatiu de l'estat major del Front del Don publicat el 5 de febrer de 1943 deia que:
| « | El 64è Exèrcit es posà en ordre, situat en regions prèviament ocupades. La localització de les unitats de l'exèrcit és com era prèviament. A la regió de localització de la 38a Brigada de Fusellers Motoritzats en un soterrani es trobaren 18 homes armats de les SS que es negaren a rendir-se, i els alemanys allà trobats van ser destruïts. | » |

### Els presoners alemanys

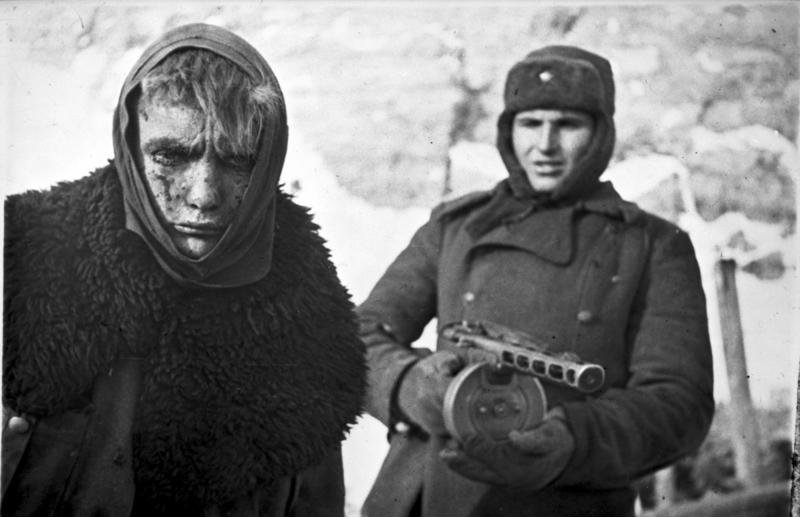
Un soldat de l'Exèrcit Roig condueix un soldat alemany cap a la captivitat.

Dels prop d'110.000 presoners alemanys capturats a Stalingrad, només tornaren uns 6.000. Afeblits per la malaltia, la fam i la manca d'assistència mèdica durant el setge, van ser enviats a marxes de la mort (75.000 supervivents de la batalla van morir durant els primers 3 mesos de captiveri) a camps de presoners i després a camps de treballs per tota la Unió Soviètica. Uns 35.000 van ser enviats mitjançant transports, dels quals 17.000 no van sobreviure. La majoria van morir a causa de les ferides, malalties (en particular el tifus), el fred, l'excés del treball, els maltractaments i la malnutrició. Alguns es van quedar a la ciutat per reconstruir-la. Al març de 1943, uns 40.000 alemanys van ser enterrats en una tomba comuna, víctimes d'una epidèmia de tifus. Un grapat d'oficials superiors van ser enviats a Moscou i van ser emprats per a propòsits de propaganda, alguns dels quals s'uniren al Comitè Nacional per a una Alemanya Lliure. Alguns d'ells, Paulus entre ells, signaren manifestos contraris a Hitler que van ser emesos a les tropes alemanyes. Paulus va ser presoner a la Unió Soviètica fins al 1952, quan va ser traslladat a Dresden, a l'Alemanya Oriental, on passà la resta de la seva vida defensant les seves accions a Stalingrad, i on afirmà que el comunisme era la millor esperança per a l'Europa de postguerra.
El general Walther von Seydlitz-Kurzbach s'oferí per comandar un exèrcit anti-Hitler a partir dels supervivents a Stalingrad, però els soviètics no ho acceptaren. No va ser fins al 1955 quan els 6.000 supervivents van ser repatriats a l'Alemanya Occidental després la petició feta al Politburó pel Canceller Konrad Adenauer.

## Més informació

### Ordres de batalla

#### Exèrcit Roig
Durant la defensa de Stalingrad, l'Exèrcit Roig desplegà sis exèrcits (8è, 28è, 51è, 57è, 62è i 64è) dins i als voltants de la ciutat, a més de 9 exèrcits més durant l'encerclament de la contraofensiva: el 24è, 65è, 66è i el 16è Exèrcit de l'Aire al nord com a part del Front del Don, i el 1r Exèrcit de la Guàrdia, el 5è Exèrcit Blindat de la Guàrdia, 21è Exèrcit, el 2n Exèrcit de l'Aire i el 17è Exèrcit de l'Aire des del sud com a part del Front del Sud-oest.
Representants de la STAVKA
- General d'Exèrcit Gueorgui Júkov

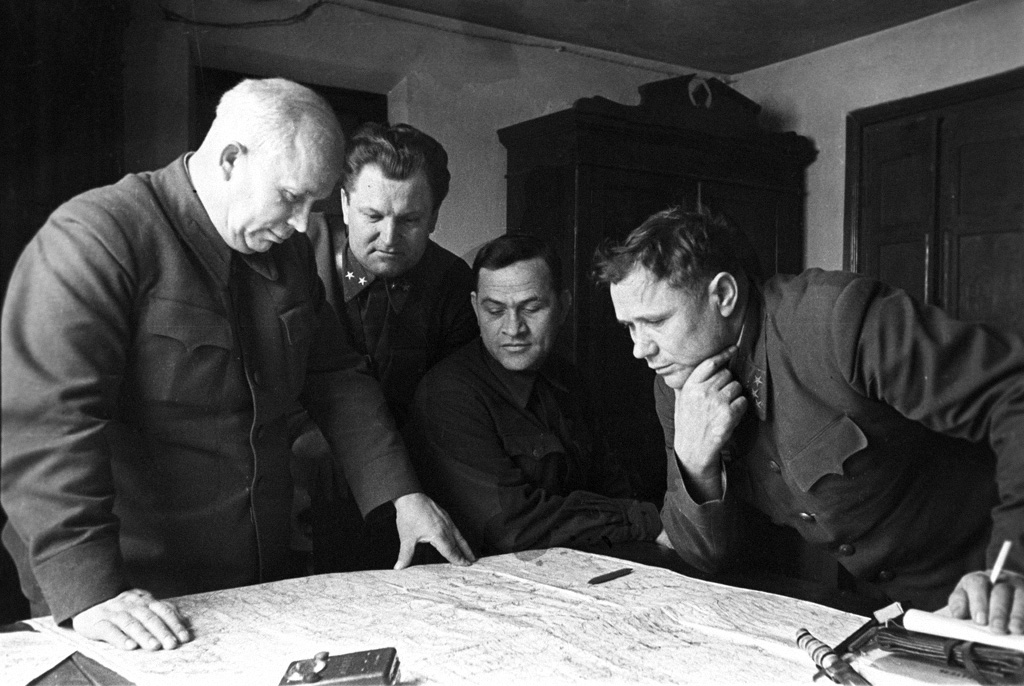
Els defensors de Stalingrad: Khrusxov, Kiritxenko, Txuianov i Ieriómenko, desembre de 1942

- Coronel General d'Artilleria Nikolai Vóronov
- Coronel General Aleksandr Vassilevski

Front de Stalingrad 
Coronel General Andrei Ieriómenko 
Oficial Polític Nikita Khrusxov
- 8è Exèrcit Aeri (General T.T. Khriukin)
- 28è Exèrcit (TtG. D.I. Ríabixev)
  - Divisions de Fusellers: 34a de Guàrdies, 248a
  - Brigades Especials: 52a, 152a, 159a
  - Brigades de Tancs: 6a de Guàrdies
  - Reserva: 330a divisió de fusellers, 85a brigade de Tancs
- 51è Exèrcit (General N.I. Trufànov)
  - Divisions de Fusellers: 15a de Guàrdies, 91a, 126a, 302a
  - Brigades Especials: 38a
  - Brigades de Tancs: 254a
  - Formacions cuirassades afegides per a l'operació Urà: 4t Cos Mecanitzat, 4t Cos de Cavalleria
- 57è Exèrcit (General F.I. Tolbukhin)
  - Divisions de Fusellers: 169a, 422a
  - Brigades Especials: 143a
  - Brigades de Tancs: 90a, 235a
  - Formacions cuirassades afegides per a l'operació Urà: 13è Cos Mecanitzat
- 62è Exèrcit (General V.I. Txuikov)
  - Divisions de Fusellers: 13a de Guàrdies, 37a de Guàrdies, 39a de Guàrdies, 45a, 95a, 112a, 138a, 193a, 196a, 244a, 284a, 308a, 10a NKVD
  - Brigades d'Infanteria Naval: 92a
  - Brigades Especials: 42a, 115a, 124a, 149a, 160a
  - Brigades de Tancs: 84a, 137a, 189a
- 64è Exèrcit (General M.S. Xumílov)
  - Divisions de Fusellers: 36a de Guàrdies, 29a, 38a, 157a, 204a
  - Brigades d'Infanteria Naval:154th
  - Brigades Especials: 66a, 93a, 96a, 97a
  - Brigades de Tancs: 13a, 56a

Front del Don
Coronel-General Konstantín Rokossovski
- 24è Exèrcit (General I.V. Galanin)
  - Divisions de Fusellers: 49a, 84a, 120a, 173a, 233a, 260a, 273a
  - Brigades de Tancs: 10a
- 65è Exèrcit (Tinent-General P.I. Batov)
  - Divisions de Fusellers: 4a de Guàrdies, 27a de Guàrdies, 40a de Guàrdies, 23a, 24a, 252a, 258a, 304a, 321a
  - Brigades de Tancs: 121a
- 66è Exèrcit (Major-General A.S. Jàdov)
  - Divisions de Fusellers: 64a, 99a, 116a, 226a, 299a, 343a
  - Brigades de Tancs: 58a
- 16è Exèrcit Aeri (Major-General S.I. Rudenko)

 Front Sud-oest
General N.F. Vatutin
- 1r Exèrcit de la Guàrdia (General D.D. Leliuxenko)
  - Divisions de Fusellers: 1a, 153a, 197a, 203a, 266a, 278a
  - Reserva: 1r Cos Mecanitzat de la Guardia
- 5è Exèrcit de Tancs (General P.L. Rótmistrov)
  - Divisions de Fusellers: 14a de Guàrdies, 47a de Guàrdies, 50a de Guàrdies, 119a, 159a, 346a
  - Formacions cuirassades afegides per a l'operació Urà: 1r Cos de Tancs, 26è Cos de Tancs, 8è Cos de Cavalleria
- 21è Exèrcit (Major-General I.M. Txistiakov)
  - Divisions de Fusellers: 63a, 76a, 96a, 277a, 293a, 333a
  - Regiments de tancs: 4t de Guàrdies, 1r, 2n
  - Formacions cuirassades afegides per a l'operació Urà: 4t Cos de Tancs, 3r Cos de Cavalleria de la Guàrdia
- 2n Exèrcit Aeri (Colonel K. Smirnov)[96]
- 17è Exèrcit Aeri (Major-General S.A. Krasovski)

#### Eix
A més de 20 divisions de la Wehrmacht, van participar dos divisions romaneses i un regiment croata.

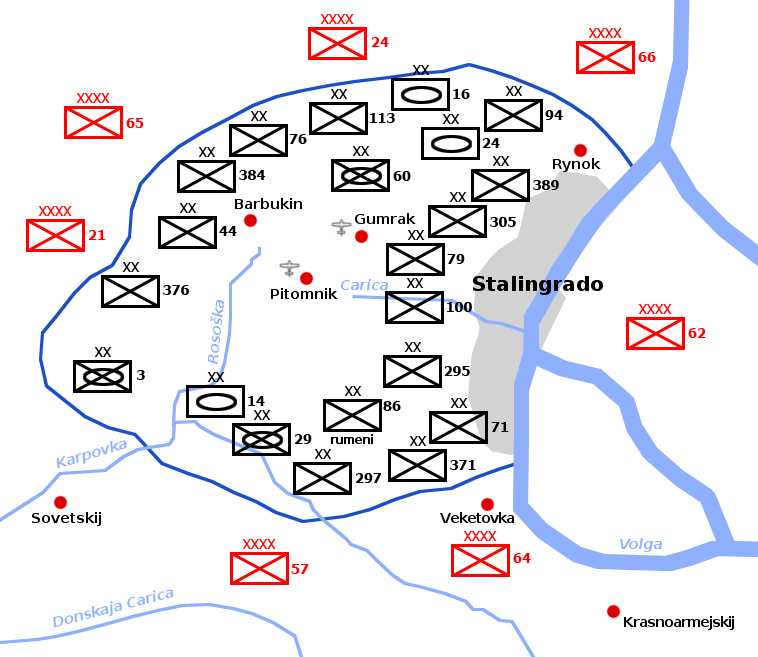
Mapa de la bossa de Stalingrad, mostrant totes les divisions de l'Eix

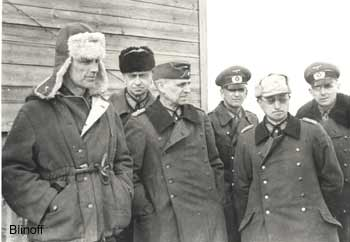
El mariscal Paulus, amb d'altres generals, presoners de guerra a Stalingrad

Tercer Reich
Sisè Exèrcit
Generaloberst Friedrich Paulus (promogut a Generalfeldmarschall)
- 648è Regiment de Senyals de l'Exèrcit
- 2n Regiment Nebelwerfer
- 30è Regiment Nebelwerfer
- 51è Regiment de Morters
- 53è Regiment de Morters
- 91è Regiment de Defensa Aèria
- 243è Batalló de Canons d'Assalt
- 245è Batalló de Canons d'Assalt
- 45è Batalló d'Enginyers de l'Exèrcit
- 225è Batalló d'Enginyers de l'Exèrcit
- 294è Batalló d'Enginyers de l'Exèrcit
- 336è Batalló d'Enginyers de l'Exèrcit
- 501è Batalló d'Enginyers de l'Exèrcit
- 605è Batalló d'Enginyers de l'Exèrcit
- 652è Batalló d'Enginyers de l'Exèrcit
- 672è Batalló d'Enginyers de l'Exèrcit
- 685è Batalló d'Enginyers de l'Exèrcit
- 912è Batalló d'Enginyers de l'Exèrcit
- 921è Batalló d'Enginyers de l'Exèrcit
- 925è Batalló d'Enginyers de l'Exèrcit

- IV Cos d'Exèrcit - General der Pioniere Erwin Jaenecke, a partir del 17 de gener, General der Artillerie Max Pfeffer
  - 29a Divisió d'infanteria Motoritzada - Generalmajor Hans-Georg Leyser
  - 297a Divisió d'infanteria - General der Artillerie Max Pfeffer, from 16 January Generalmajor Moritz von Drebber
  - 371a Divisió d'infanteria - Generalleutnant Richard Stempel

- VIII Cos d'Exèrcit - General der Artillerie Walter Heitz
  - 76a Divisió d'infanteria - Generalleutnant Carl Rodenburg
  - 113a Divisió d'infanteria - Generalleutnant Hans-Heinrich Sixt von Armin

- XI Cos d'Exèrcit - General der Infanterie Karl Strecker
  - 44a Divisió d'infanteria - Generalleutnant Heinrich-Anton Deboi
  - 376a Divisió d'infanteria - Generalleutnant Alexander Edler von Daniels
  - 384a Divisió d'infanteria - Generalleutnant Eccard Freiherr von Gablenz, a partir del 16 de gener, Generalmajor Hans Dörr

- XIV Cos Panzer - General der Panzertruppe Hans-Valentin Hube, a partir del 17 de gener, Generalleutnant Helmuth Schlömer
  - 3a Divisió d'infanteria motoritzada - Generalmajor Helmuth Schlömer, a partir del 18 de gener, Oberst Jobst Freiherr von Hanstein
  - 60a Divisió d'infanteria motoritzada - Generalmajor Hans-Adolf von Arenstorff
  - 16a divisió Panzer - Generalleutnant Günther Angern

- LI Cos d'Exèrcit - General der Artillerie Walther von Seydlitz-Kurzbach
  - 71a Divisió d'infanteria - Generalleutnant Alexander von Hartmann, a partir del 25 de gener, Generalmajor Fritz Roske
  - 79a Divisió d'infanteria - Generalleutnant Richard Graf von Schwerin
  - 94a Divisió d'infanteria - Generalleutnant Georg Pfeiffer
  - 100a Jäger Division - Generalleutnant Werner Sanne
  - 295a Divisió d'infanteria - Generalmajor Otto Korfes
  - 305a Divisió d'infanteria - Generalleutnant Bernhard Steinmetz
  - 389a Divisió d'infanteria - Generalmajor Erich Magnus, from 19 January Generalmajor Martin Lattmann
  - 14a divisió Panzer - Generalmajor Martin Lattmann
  - 24a divisió Panzer - Generalleutnant Arno von Lenski

- Luftwaffe
  - 9a Flak-Division - Generalmajor Wolfgang Pickert
  - Jagdgeschwader 3 - Oberst Wolf-Dietrich Wilcke

Romania
- 1a division de cavalleria - General de brigadă Constantin Brătescu;
- 20a Divisió d'infanteria - General de divizie Nicolae Tătăranu, a partir del 14 de gener, General de divizie Romulus Dimitriu.

Croàcia
- 369è Regiment d'Infanteria Reforçada (adjuntat a la 100a divisió) - Coronel Viktor Pavičić, després tinent coronel Marko Mesić.[98]

### Baixes
Diversos estudis han estimat que l'Eix patí entre 500.000 i 850.000 baixes (morts, ferits i capturats) entre totes les branques de les forces armades alemanyes i els seus aliats (dels presoners molts moririen durant el captiveri soviètic entre 1943 i 1955). Dels 91.000 presoners alemanys capturats a Stalingrad, 27.000 van morir durant les setmanes posteriors a la batalla, i només entre 5.000 i 6.000 van tornar a Alemanya el 1955. La resta van morir al captiveri soviètic. El 2 de febrer de 1943 acabà tota resistència de les tropes de l'Eix a Stalingrad. Dels 91.000 presoners capturats pels soviètics, 3.000 eren romanesos.
D'acord amb les xifres que apareixen als arxius, l'Exèrcit Roig patí un total d'1.129.619 baixes en total: 478.741 homes van resultar morts o desapareguts i 650.878 ferits. A la mateixa ciutat, 750.000 van resultar morts, capturats o ferits.
Les autoritats soviètiques executaren aproximadament 13.500 soldats soviètics durant la batalla, xifra equivalent a gairebé dos divisions de fusellers. A més, entre 25.000 a 40.000 civils soviètics van morir en una única setmana a causa del bombardeig de la ciutat realitzat per la Luftflotte 4 mentre que el 4t Exèrcit Panzer i el 6è Exèrcit s'apropaven a la ciutat. No se sap quants civils van morir.

#### Baixes de la Luftwaffe
Les pèrdues de la Luftwaffe al pont aeri del 6è Exèrcit a Stalingrad entre el 24 de novembre de 1942 al 31 de gener de 1943 van ser:
| Pèrdues    | Tipus d'avió                                     |
| ---------- | ------------------------------------------------ |
| 269        | Junkers Ju 52                                    |
| 169        | Heinkel He 111                                   |
| 42         | Junkers Ju 86                                    |
| 9          | Focke-Wulf Fw 200                                |
| 5          | Heinkel He 177                                   |
| 1          | Junkers Ju 290                                   |
| Total: 495 | Equivalent a cinc esquadrons o més d'un cos aeri |

Aquestes baixes sumaren sobre un 50% del total de les unitats emprades. A més, el programa d'entrenament va ser aturat pel pont aeri, i les sortides de la Luftwaffe en altres teatres de la guerra van reduir-se de manera significativa per estalviar combustible per emprar-lo a Stalingrad.

### Àmbit de la batalla

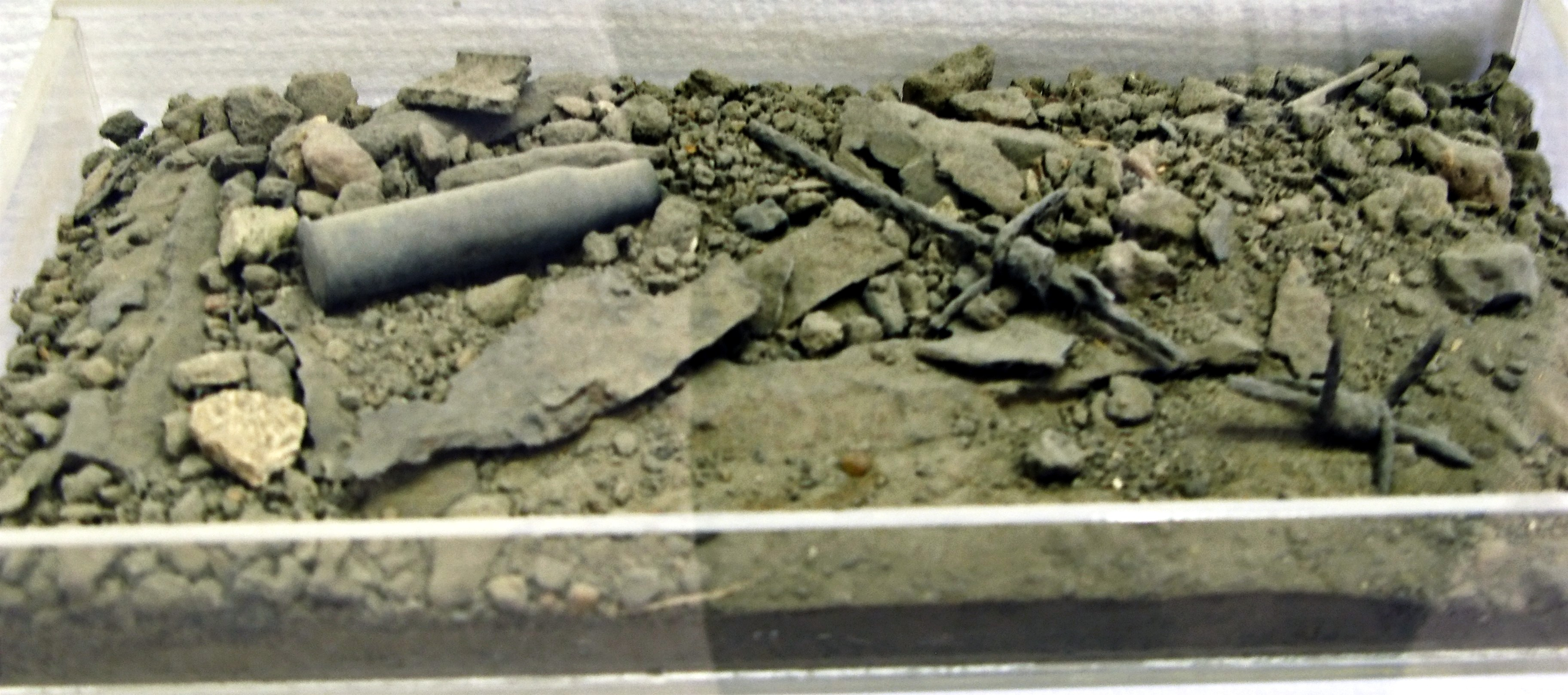
Terra després de la batalla de Stalingrad, exposada al Museu Militar Vladimir

En diferents moments de la batalla, els alemanys arribaren a tenir el 90% de la ciutat, encara que el soviètics la defensaven de manera ferotge. Al final de la batalla, els exèrcits soviètics havien encerclat i assetjat el Sisè Exèrcit. Alguns elements del 4t Exèrcit Panzer també patiren baixes durant les operacions als voltants de Stalingrad durant la contraofensiva soviètica.
La mobilitat alemanya havia estat un factor significatiu en les anteriors victòries de la Wehrmacht. Abans de Stalingrad, els soviètics només havien pogut reunir les seves forces en xifres suficients per assolir la victòria només a Moscou. Stalingrad, que tenia un valor militar limitat i els actius de la qual ja havien estat evacuats, podria haver estat deixada enrere pel Sisè Exèrcit mentre que es dirigia cap al Caucas amb el Grup d'Exèrcits A. En canvi, Hitler preferí sacrificar part de les seves tropes més experimentades en una guerra urbana enmig de les runes, la qual cosa afavoria els defensors i donà temps a la Unió Soviètica per reunir i concentrar les seves forces per fer el seu moviment en pinces. Alguns alemanys creien que Hitler havia sacrificat un dels seus exèrcits majors i millors només per prestigi. El Sisè Exèrcit va ser reconstruït a temps per a la batalla de Kursk, però va fer-se mitjançant soldats de lleva, i mai no va tornar a ser la força que havia estat.
Un factor significatiu del fracàs alemany a Stalingrad va ser que Hitler perseguí massa objectius simultanis alhora. Al sud de Stalingrad, el Grup d'Exèrcits A es dirigia a capturar els camps petrolífers al Caucas i, en particular, a Bakú a l'Azerbaidjan. Aquesta regió era l'objectiu principal de l'ofensiva d'estiu de 1942, i podria haver emprat el Grup d'Exèrcits A per reforçar els flancs del Grup d'Exèrcits B i per ajudar en la lluita fora de la ciutat: clarament, les ambicions de Hitler estaven molt més enllà de les possibilitats alemanyes.
A més de ser un punt d'inflexió de la guerra, Stalingrad revelà la disciplina i determinació tant de la Wehrmacht com de l'Exèrcit Roig. Els soviètics inicialment defensaren Stalingrad contra un ferotge embat alemany. Les pèrdues soviètiques eren tan grans a vegades, que l'esperança de vida per a un soldar recent arribat era inferior a un simple dia, i per a un oficial era de només 3 dies. El seu sacrifici va ser immortalitzat per un dels soldats del general Rodímtsev qui, a punt de morir, va escriure a la paret de la principal estació ferroviària «Els homes de la Guàrdia de Rodímtsev van lluitar i morir aquí per la seva Mare Pàtria.» L'estació canvià de mans en 15 ocasions durant la batalla.
Un debat històric significatiu és sobre el grau de terror a l'Exèrcit Roig. L'historiador britànic Antony Beevor senyalà el missatge sinistre del Departament Polític del Front de Stalingrad del 8 d'octubre de 1942 que «l'ambient derrotista ha estat pràcticament eliminat i el nombre d'incidents de traïció cada cop és menor», com a exemple de la mena de coacció que els soldats de l'Exèrcit Roig experimentaven sota els Departaments Especials (posteriorment anomenats SMERSH). Per un altre costat, Beevor senyala l'habitual extraordinària valentia dels soldats soviètics en una batalla només comparable a la de Verdun, senyalant que només el terror no pot explicar aquell auto-sacrifici.
Moltes dones van lluitar amb els soviètics, on van estar directament sota el foc. A inicis de la batalla hi havia 75.000 dones i nenes de la zona de Stalingrad que havien acabat una preparació militar o mèdica, i totes elles van servir en combat. Les dones serviren en un gran nombre de les bateries antiaèries que van fer front tant a la Luftwaffe com als tancs alemanys. Les infermeres soviètiques no només tractaren homes ferits sota el foc, sinó que portaren els soldats ferits als hospitals. Gran part dels operadors de telèfon i ràdio soviètics eren dones, que patiren una gran taxa de baixes quan els seus llocs de comandament van ser bombardejats. Encara que les dones habitualment no rebien entrenament d'infanteria, moltes dones van combatre com a operadores de metralladores, de morters i exploradores; a més de servir com a franctiradores. A més, tres regiments aeris estaven totalment formades per personal femení. Com a mínim tres dones van guanyar el títol d'Heroi de la Unió Soviètica mentre conduïen tancs a Stalingrad.
La Wehrmacht mostrà una disciplina remarcable després de ser envoltada. Va ser la primera vegada que havia d'operar sota unes condicions tan adverses en aquella escala. Durant la darrera part del setge, amb poc menjar i mal abrigats, molts soldats alemanys moriren de fam o fred. Tot i això, la disciplina es va mantenir fins al final, quan la resistència ja no tenia cap propòsit. Fiedrich Paulus obeí les ordres de Hitler, tot i que contra el consell de diversos dels principals generals de Hitler i no intentà sortir de la ciutat. La munició, els subministraments i el menjà esdevingueren molt escassos. L'historiador israelià Omer Bartov va escriure que la decisió d'uns soldats alemanys famolencs, malalts i gelats en continuar una lluita sense esperança només pot explicar-se en la fe profunda de molts soldats a l'inici del nacionalsocialisme, un punt reforçat per les cartes enviades pels membres del Sisè Exèrcit a les seves famílies, on s'invocava sovint el llenguatge nazi per explicar perquè estaven lluitant a Stalingrad.
Paulus sabia que el pont aeri havia fracassat i que Stalingrad estava perdut. Demanà permís per rendir-se per salvar les vides dels seus homes, però Hitler ho rebutjà i en canvi el promogué al rang de Generalfeldmarschall: mai en la història cap mariscal alemany s'havia rendit, i la implicació era clara: si Paulus es rendia, es deshonoraria a si mateix i esdevindria l'oficial alemany de màxim rang de tota la història en ser capturat. Hitler creia que Paulus lluitaria fins al darrer home o se suïcidaria. Paulus es rendí, comentant «No tinc cap mena d'intenció de fotre'm un tret per aquest caporal bohemi'»

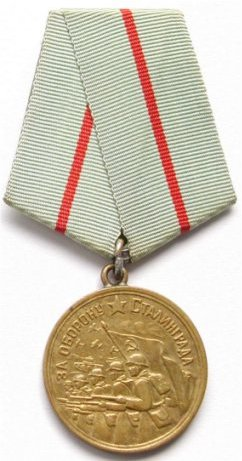
La Medalla de la defensa d'Stalingrad

## Commemoracions
El 22 de desembre de 1942, tot i que encara faltava més d'un mes pel final de la batalla, el Presídium del Soviet Suprem de la Unió Soviètica instituí la Medalla de la defensa de Stalingrad, per ser atorgada a tots aquells homes de l'Exèrcit Roig que haguessin lluitat a Stalingrad
Per l'heroisme dels defensors soviètics de Stalingrad, l'1 de maig de 1945 la ciutat va ser honorada amb el títol de Ciutat Heroica.
Vint-i-quatre anys després de la batalla, a l'octubre de 1967, s'inaugurà un monument colossal, La Mare Pàtria us crida!, erigit sobre Mamàiev Kurgan, el turó que presideix la ciutat. L'estàtua forma part d'un memorial de guerra que inclou murs en runes que deliberadament es van deixar tal com havien quedat després de la batalla. El Gran Elevador de Gra, així com la Casa de Pàvlov, l'edifici d'apartaments que els soldats soviètics van defensar durant dos mesos fins a ser rellevats, es poden visitar. Encara avui es poden trobar ossos i estelles rovellades de metall sobre Mamàiev Kugan, símbols tant del patiment humà durant la batalla i de l'exitosa i costosa resistència.
El 1965, la ciutat de Stalingrad passà a anomenar-se Volgograd.
El 2013, en la celebració del 70è aniversari de la batalla, es decidí que la ciutat tornés a anomenar-se Stalingrad en certes festivitats puntuals, relatives a la batalla i a la Gran Guerra Patriòtica: el 9 de maig (dia de la Victòria), 22 de juny (dia del dol i del record), el 2 de setembre (final de la Segona Guerra Mundial), el 23 de setembre (dia de la commemoració de les víctimes del bombardeig de Stalingrad) i el 19 de novembre (dia de l'inici de la derrota dels nazis a Stalingrad).